# 1985年の日本
1985年の日本（1985ねんのにほん）では、1985年（昭和60年）の日本の出来事・流行・世相などについてまとめる。

## 他の紀年法
日本では、西暦の他にも以下の紀年法を使用している。なお、以下の紀年法は西暦と月日が一致している。
- 元号
  - 昭和60年
- 神武天皇即位紀元
  - 皇紀2645年
- 干支
  - 乙丑（きのと うし）

## カレンダー
| 1月 |    |    |    |    |    |    |
| 日  | 月 | 火 | 水 | 木 | 金 | 土 |
|     |    | 1  | 2  | 3  | 4  | 5  |
| 6   | 7  | 8  | 9  | 10 | 11 | 12 |
| 13  | 14 | 15 | 16 | 17 | 18 | 19 |
| 20  | 21 | 22 | 23 | 24 | 25 | 26 |
| 27  | 28 | 29 | 30 | 31 |    |    |
|     |    |    |    |    |    |    |

| 2月 |    |    |    |    |    |    |
| 日  | 月 | 火 | 水 | 木 | 金 | 土 |
|     |    |    |    |    | 1  | 2  |
| 3   | 4  | 5  | 6  | 7  | 8  | 9  |
| 10  | 11 | 12 | 13 | 14 | 15 | 16 |
| 17  | 18 | 19 | 20 | 21 | 22 | 23 |
| 24  | 25 | 26 | 27 | 28 |    |    |
|     |    |    |    |    |    |    |

| 3月 |    |    |    |    |    |    |
| 日  | 月 | 火 | 水 | 木 | 金 | 土 |
|     |    |    |    |    | 1  | 2  |
| 3   | 4  | 5  | 6  | 7  | 8  | 9  |
| 10  | 11 | 12 | 13 | 14 | 15 | 16 |
| 17  | 18 | 19 | 20 | 21 | 22 | 23 |
| 24  | 25 | 26 | 27 | 28 | 29 | 30 |
| 31  |    |    |    |    |    |    |
|     |    |    |    |    |    |    |

| 4月 |    |    |    |    |    |    |
| 日  | 月 | 火 | 水 | 木 | 金 | 土 |
|     | 1  | 2  | 3  | 4  | 5  | 6  |
| 7   | 8  | 9  | 10 | 11 | 12 | 13 |
| 14  | 15 | 16 | 17 | 18 | 19 | 20 |
| 21  | 22 | 23 | 24 | 25 | 26 | 27 |
| 28  | 29 | 30 |    |    |    |    |
|     |    |    |    |    |    |    |

| 5月 |    |    |    |    |    |    |
| 日  | 月 | 火 | 水 | 木 | 金 | 土 |
|     |    |    | 1  | 2  | 3  | 4  |
| 5   | 6  | 7  | 8  | 9  | 10 | 11 |
| 12  | 13 | 14 | 15 | 16 | 17 | 18 |
| 19  | 20 | 21 | 22 | 23 | 24 | 25 |
| 26  | 27 | 28 | 29 | 30 | 31 |    |
|     |    |    |    |    |    |    |

| 6月 |    |    |    |    |    |    |
| 日  | 月 | 火 | 水 | 木 | 金 | 土 |
|     |    |    |    |    |    | 1  |
| 2   | 3  | 4  | 5  | 6  | 7  | 8  |
| 9   | 10 | 11 | 12 | 13 | 14 | 15 |
| 16  | 17 | 18 | 19 | 20 | 21 | 22 |
| 23  | 24 | 25 | 26 | 27 | 28 | 29 |
| 30  |    |    |    |    |    |    |
|     |    |    |    |    |    |    |

| 7月 |    |    |    |    |    |    |
| 日  | 月 | 火 | 水 | 木 | 金 | 土 |
|     | 1  | 2  | 3  | 4  | 5  | 6  |
| 7   | 8  | 9  | 10 | 11 | 12 | 13 |
| 14  | 15 | 16 | 17 | 18 | 19 | 20 |
| 21  | 22 | 23 | 24 | 25 | 26 | 27 |
| 28  | 29 | 30 | 31 |    |    |    |
|     |    |    |    |    |    |    |

| 8月 |    |    |    |    |    |    |
| 日  | 月 | 火 | 水 | 木 | 金 | 土 |
|     |    |    |    | 1  | 2  | 3  |
| 4   | 5  | 6  | 7  | 8  | 9  | 10 |
| 11  | 12 | 13 | 14 | 15 | 16 | 17 |
| 18  | 19 | 20 | 21 | 22 | 23 | 24 |
| 25  | 26 | 27 | 28 | 29 | 30 | 31 |
|     |    |    |    |    |    |    |

| 9月 |    |    |    |    |    |    |
| 日  | 月 | 火 | 水 | 木 | 金 | 土 |
| 1   | 2  | 3  | 4  | 5  | 6  | 7  |
| 8   | 9  | 10 | 11 | 12 | 13 | 14 |
| 15  | 16 | 17 | 18 | 19 | 20 | 21 |
| 22  | 23 | 24 | 25 | 26 | 27 | 28 |
| 29  | 30 |    |    |    |    |    |
|     |    |    |    |    |    |    |

| 10月 |    |    |    |    |    |    |
| 日   | 月 | 火 | 水 | 木 | 金 | 土 |
|      |    | 1  | 2  | 3  | 4  | 5  |
| 6    | 7  | 8  | 9  | 10 | 11 | 12 |
| 13   | 14 | 15 | 16 | 17 | 18 | 19 |
| 20   | 21 | 22 | 23 | 24 | 25 | 26 |
| 27   | 28 | 29 | 30 | 31 |    |    |
|      |    |    |    |    |    |    |

| 11月 |    |    |    |    |    |    |
| 日   | 月 | 火 | 水 | 木 | 金 | 土 |
|      |    |    |    |    | 1  | 2  |
| 3    | 4  | 5  | 6  | 7  | 8  | 9  |
| 10   | 11 | 12 | 13 | 14 | 15 | 16 |
| 17   | 18 | 19 | 20 | 21 | 22 | 23 |
| 24   | 25 | 26 | 27 | 28 | 29 | 30 |
|      |    |    |    |    |    |    |

| 12月 |    |    |    |    |    |    |
| 日   | 月 | 火 | 水 | 木 | 金 | 土 |
| 1    | 2  | 3  | 4  | 5  | 6  | 7  |
| 8    | 9  | 10 | 11 | 12 | 13 | 14 |
| 15   | 16 | 17 | 18 | 19 | 20 | 21 |
| 22   | 23 | 24 | 25 | 26 | 27 | 28 |
| 29   | 30 | 31 |    |    |    |    |
|      |    |    |    |    |    |    |

## 在職者
- 天皇: 裕仁
- 内閣総理大臣: 中曽根康弘（自由民主党）
- 内閣官房長官: 藤波孝生（自由民主党）、12月28日より後藤田正晴（自由民主党）
- 最高裁判所長官: 寺田治郎、11月3日より矢口洪一
- 衆議院議長: 福永健司（自由民主党） 、1月24日より坂田道太（自由民主党）
- 参議院議長: 木村睦男（自由民主党）
- 国会: 
  - 第102回 (常会, 1984年（昭和59年）12月1日-1985年6月25日)
  - 第103回 (臨時会, 10月14日-12月21日)
  - 第104回 (常会, 12月24日-1986年（昭和61年）5月22日)

## 世相
- 日米貿易摩擦の深刻化を打破するためプラザ合意が結ばれ、この年は円高不況となった。しかし同時にこれは翌年以降のバブル景気の契機ともなる。
- いちご大福（玉屋）やのど飴（ロッテ）といったその後メーカーの壁を超えて市民権を得ていく商品が登場した。
- 携帯電話の先駆けとなるショルダーフォン（NTT）が登場し、話題を集めたが携帯性の低さから普及には至らなかった。
- いじめ問題が深刻化、この年は「いじめ自殺元年」といわれた。
- 眉を太く描くメイクが流行したほか、ペイズリー柄が再人気を呼んだ。またコンサバと呼ばれる保守的なファッションがトレンドとなった。
- ファミコン用ソフト『スーパーマリオブラザーズ』が発売され空前の大ヒットを記録、社会現象となる。

### 1985年の流行語
新語・流行語大賞の新語部門は「分衆」（近藤道生）、流行語部門は「イッキ!イッキ!」が金賞を受賞した（その他の受賞語は後節「#流行語」も参照）。

### 周年
以下に、過去の主な出来事からの区切りの良い年数（周年）を記す。
- 第二次世界大戦・太平洋戦争関連、終結から40年。
  - 2月19日〜3月26日 - 硫黄島の戦い。
  - 3月10日 - 東京大空襲。
  - 3月27日〜6月20日 - 沖縄戦。
  - 4月7日 - 戦艦大和撃沈。
  - 8月6日 - 広島市への原子爆弾投下。
  - 8月9日 - 長崎市への原子爆弾投下。
  - 8月11日〜8月25日 - 樺太の戦い (1945年) 。
  - 8月14日 - ポツダム宣言受諾。
  - 8月15日 - 終戦の日。
  - 9月2日 - 日本の降伏文書調印により太平洋戦争終戦。
- 1月1日 - トヨタ・クラウン発売開始30周年。
- 1月10日 - 福澤諭吉生誕150周年。
- 2月26日 - サンケイスポーツ創刊30周年。
- 3月10日 - 山陽新幹線全線開業（岡山 - 博多間開業）10周年。
- 3月18日 - 博物館明治村開村20周年。
- 3月22日 - NHKラジオ放送（NHKラジオ第1放送）開始60周年。
- 4月1日
  - 淑徳大学創立20周年。
  - 阪南大学創立20周年。
- 4月5日
  - 原爆ドーム（当時は広島県物産陳列館）竣工70周年。
  - スーパー戦隊シリーズ放送開始10周年。
- 5月5日 - 普通選挙法施行60周年（当時は25歳以上の男性に投票権があった）。
- 7月20日 - 沖縄国際海洋博覧会開催10周年。
- 8月3日 - 少女漫画雑誌『りぼん』（集英社）創刊30周年。
- 9月5日 - 日露戦争による日露講和条約（ポーツマス条約）締結80周年。
- 10月 - 宝くじ発売開始40周年。
- 11月30日 - 秋篠宮文仁親王が成人。
- 12月10日 - 阪神タイガース創設50周年。
- 12月18日 - 日韓国交正常化20周年。
- 女性参政権獲得40周年。
- 全国高等学校野球選手権大会70周年（旧制中学時代を含む）。

## できごと

### 1月
- 1月1日

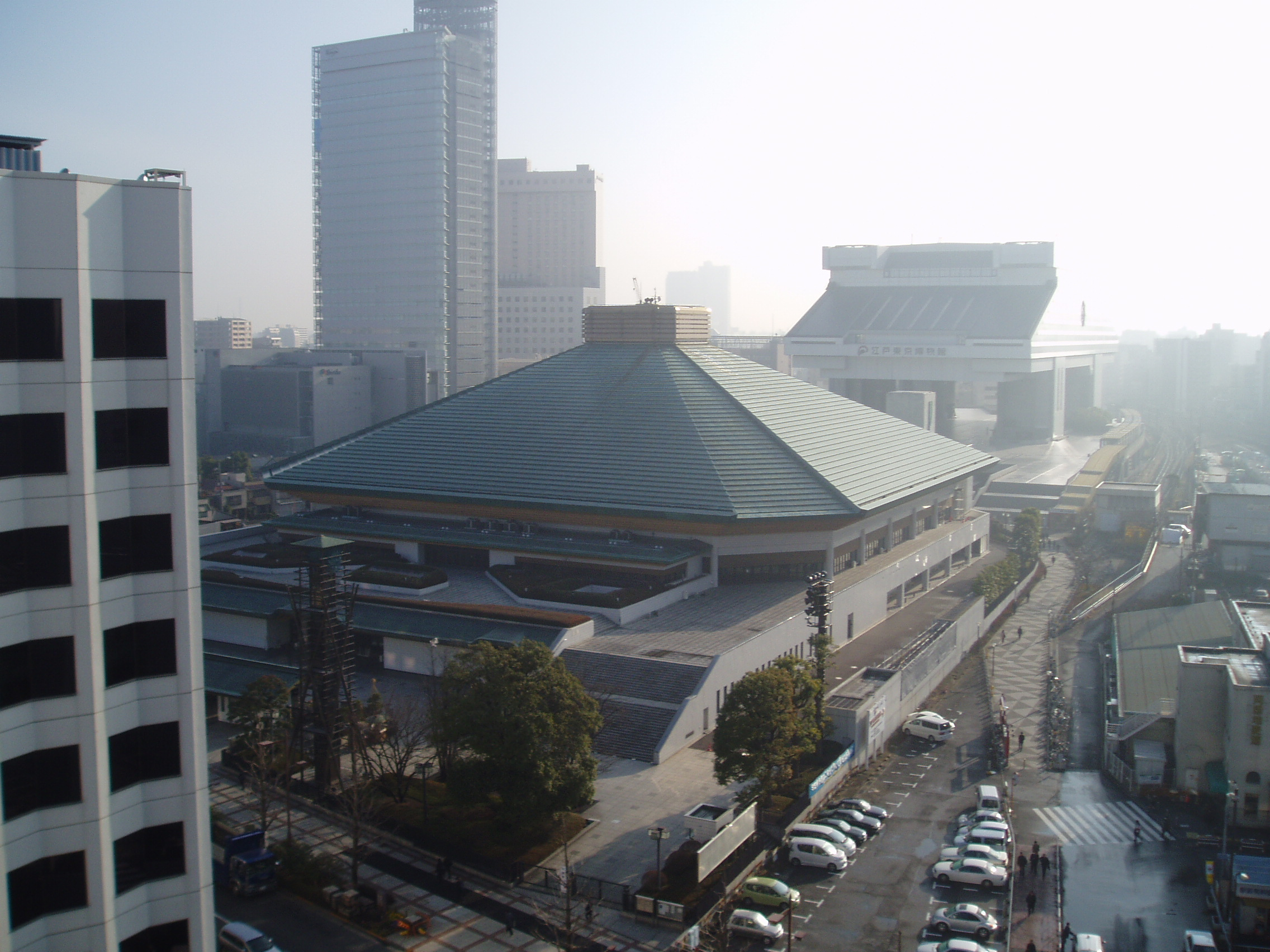
新両国国技館完成（1月9日）

  - シェル石油と昭和石油が合併し、商号を昭和シェル石油に変更。石油業界再編の先駆けとなる。
  - 改正国籍法が施行され、それまでは基本的に夫婦別姓であった国際結婚の際に外国姓への改姓（同姓）が可能になる。
- 1月8日 - 熊本県下益城郡松橋町の町営住宅の一室で、この部屋に住む59歳男性の遺体が発見される。殺人事件として被疑者が逮捕されたが、服役・出所後の2019年3月28日に無罪判決が出されて確定し冤罪事件となった。
- 1月9日
  - 北九州モノレールの小倉線（平和通駅 - 企救丘駅間）が開業[書籍 1]。
  - 現在の両国国技館が完成[書籍 1]。
- 1月15日 - 第55代横綱・北の湖が引退を表明[書籍 2]。32回の大鵬に次ぐ（当時）幕内最高優勝24回の功績を称え、大鵬に続き2例目の一代年寄「北の湖」を襲名。
- 1月20日 - 暦の作成の都合上、大寒が通常旧暦12月に入るところ、旧暦で11月(30日)に入った。この旧暦11月は冬至と大寒の2つの中気を含む月となっている。そのような現象は、前回は1871年1月20日、次回は2053年1月19日。
- 1月21日 - ソニーがビデオカメラ「CCD-V8」を発売[書籍 2]。
- 1月26日 - 四代目山口組組長・竹中正久と若頭・中山勝正が襲撃を受ける竹中組長殺害事件が発生。2名とも翌日に死亡。
- 1月28日 - 犀川スキーバス転落事故発生[書籍 3]。
- 1月31日 - 首相の中曽根康弘が防衛費GNP比1%枠突破の可能性を言及、衆議院予算委員会が混乱状態に。

### 2月
- 2月1日 - マンダムが「ギャツビー　ヘアスタイリングフォーム」を発売。
- 2月13日 - 改正風俗営業法施行、正式名称変更[書籍 4][書籍 5]。ノーパン喫茶が姿を消す
- 2月20日
  - ミノルタが世界初のAF一眼レフカメラ「α-7000」を発売[書籍 6]。
  - 本田技研工業が「クイント インテグラ」を発売。
- 2月27日 - 元首相・田中角栄が脳梗塞で倒れ入院。以降、政治活動の一線から姿を消すことに[書籍 7][書籍 8]。

### 3月
- 3月3日

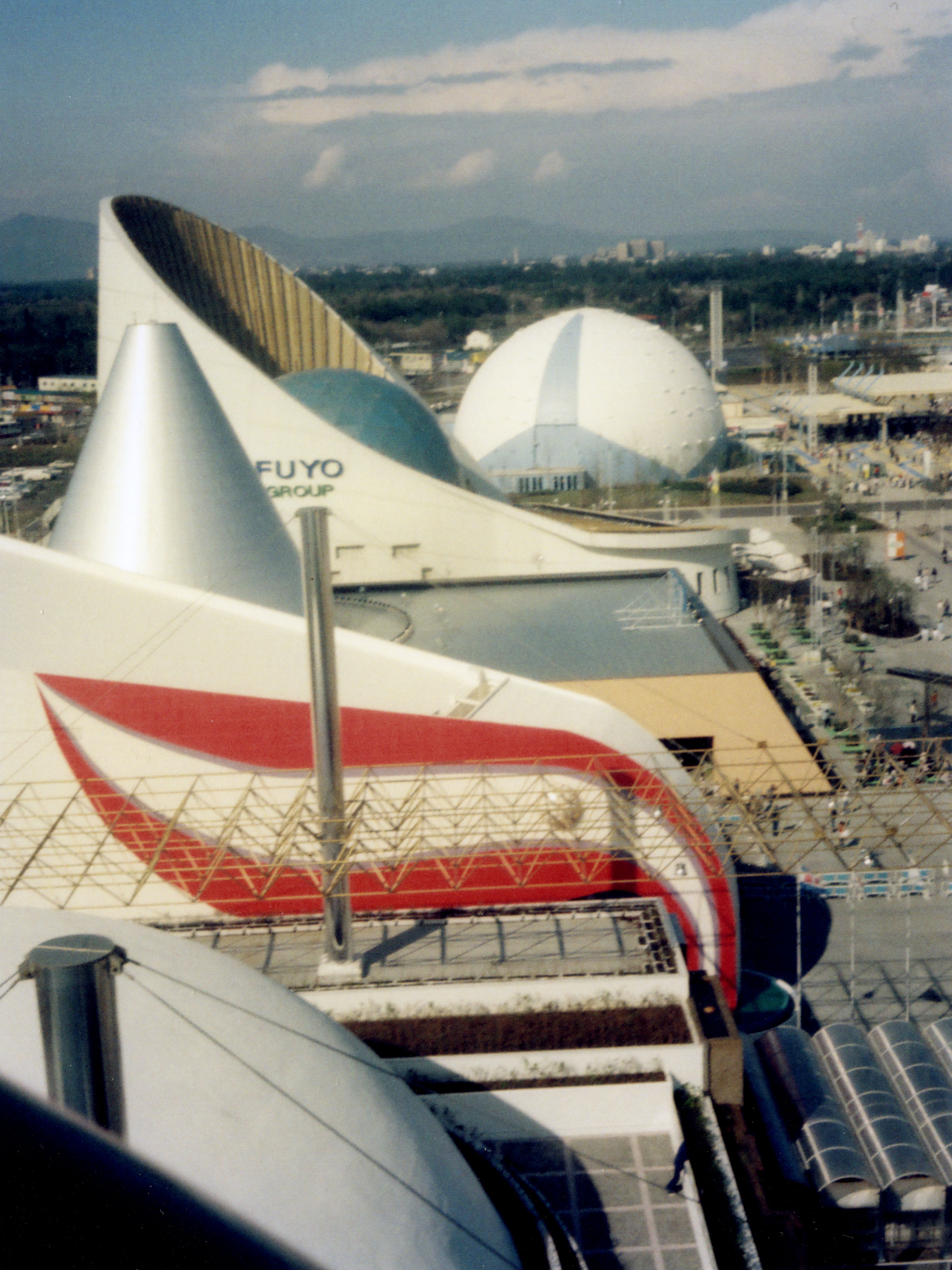
国際科学技術博覧会（つくば'85）開催（3月17日）

  - 第2回名古屋国際女子マラソンで、佐々木七恵（エスビー食品）が大会初優勝（自身は前々年の東京国際以来2度目の優勝）。日本女子マラソン界の先駆者と称される佐々木は同レースを以て競技者から引退。
  - 福岡市地下鉄1号線の博多駅を大博通り下の仮駅から国鉄博多駅直下に移設。
- 3月8日 - 芦屋市幼児誘拐事件が発生。
- 3月10日 - 青函トンネル本坑が貫通[書籍 9][書籍 10]。
- 3月13日
  - 三岐鉄道三岐線富田駅（国鉄） - 三岐朝明駅間の旅客営業がこの日限りで休止。三岐鉄道の列車は国鉄富田駅には発着しなくなり全列車が近鉄富田駅への発着となった。
  - 国鉄で最も距離の短い路線であった小松島線がこの日限りで廃止。
- 3月14日
  - 国鉄大規模ダイヤ改正実施。
    - 東北新幹線の大宮 - 上野間が開通し[書籍 11]、東北新幹線と上越新幹線の上野駅乗り入れを開始。また東北新幹線に水沢江刺駅と新花巻駅が開業。

  - 鹿島臨海鉄道大洗鹿島線が開業。
  - 横浜市営地下鉄の上永谷駅 - 舞岡駅間と横浜駅 - 新横浜駅間が延伸開業。新横浜駅に地下鉄が乗り入れる。
- 3月17日 - 国際科学技術博覧会（つくば'85）開催（〜9月16日）[書籍 12][書籍 13]。
- 3月20日 - 広島自動車道が開通（広島北IC - 広島JCT）
- 3月21日 - 日本初のエイズ患者を認定[書籍 14]。
- 3月25日 - 首都圏でオレンジカードの利用と販売を開始。
- 3月27日 - 四国に初めて高速道路が開通（松山自動車道・三島川之江IC - 土居IC間）
- 3月28日
  - 宝塚歌劇団によって「愛あれば命は永遠に」（第71期生の初舞台公演）が上演される。
  - 第57回選抜高等学校野球大会が開幕。
- 3月30日 - 群馬県が10月28日を群馬県民の日と制定。
- 3月31日 - 国鉄の相生線・渚滑線・万字線・弥彦線（東三条駅 - 越後長沢駅間）・倉吉線・香月線・勝田線・添田線・室木線・矢部線の各線、同和鉱業花岡線、蒲原鉄道加茂駅 - 村松駅間がこの日限りで廃止。

### 4月
- 4月1日
  - 日本電信電話公社（電電公社）が日本電信電話株式会社(NTT)に、日本専売公社が日本たばこ産業株式会社(JT)に民営化[書籍 9][書籍 15]。
  - 伊奈製陶、INAX（現、LIXIL）へ社名変更。同時にCI導入。
  - ヤマハ発動機が「FZ750」を発売。同じ日には本田技研工業が「DJ・1」を発売。
  - フジテレビで夕方のバラエティ番組『夕やけニャンニャン』が放送開始[書籍 16]。同番組から秋元康プロデュースによる「おニャン子クラブ」が誕生し大人気となる（1987年8月31日終了）。
  - 放送大学開学[書籍 14][書籍 15]。
  - 北条線・三木線が第三セクター鉄道の北条鉄道・三木鉄道に転換される。
- 4月5日 - 大阪市営地下鉄中央線の深江橋駅 - 長田駅間が開業。
- 4月7日 - 第57回選抜高等学校野球大会の決勝戦。高知代表の伊野商が東京代表の帝京を4-0で破り初優勝。桑田真澄・清原和博の「KKコンビ」を擁する大阪・PL学園高校は準決勝で同校に敗退。
- 4月13日 - 戦後間もない頃から休止状態になっていた阪神武庫川線武庫大橋駅 - 武庫川駅間が廃止。
- 4月17日 - 甲子園球場での阪神-巨人戦の7回裏、巨人・槙原寛己からランディ・バース・掛布雅之・岡田彰布が3者連続でバックスクリーンに本塁打を打つ。
- 4月22日 - 新女満別空港が開港し旧女満別空港を廃止。
- 4月25日 - 西武山口線が新交通システムとして再開業。
- 4月26日 - 東京ディズニーランド〜成田国際空港（当時の名称は「新東京国際空港」）間直通バスの運行開始。
- 4月30日 - 加悦鉄道がこの日限りで廃止。

### 5月
- 5月1日 - コーセーが「雪肌精」を発売。30年以上続くロングセラー商品となった。
- 5月7日 - 両国新国技館において第44代横綱・栃錦(春日野親方、当時日本相撲協会理事長)の還暦土俵入りが行われる[書籍 17]。太刀持ちに第45代横綱・初代若乃花（親方・二子山）、露払いに第50代横綱・佐田の山（親方・出羽海）[書籍 17]。
- 5月9日 - 岐陽高校体罰死事件が発生。
- 5月17日
  - 男女雇用機会均等法が成立[書籍 14][書籍 18]。
  - 三菱南大夕張炭鉱でガス爆発事故、62人が死亡[書籍 18]。
- 5月25日 - 日本国の国籍法改正。国際結婚の際に夫婦同姓・夫婦別姓のいずれも選択可能になる。
- 5月26日 - 横浜市南区で、介抱ドロを取り押さえた大学生コンビが、連行先の交番が留守だったために犯人の返り討ちに遭い、1人が刺されて死亡（勇気ある大学生殺傷事件）。「空き交番」が問題になる[書籍 19]。
- 5月31日 - 大阪拘置所で警察庁広域重要指定105号事件（1965年発生）の死刑囚・古谷惣吉の刑が執行された。

### 6月

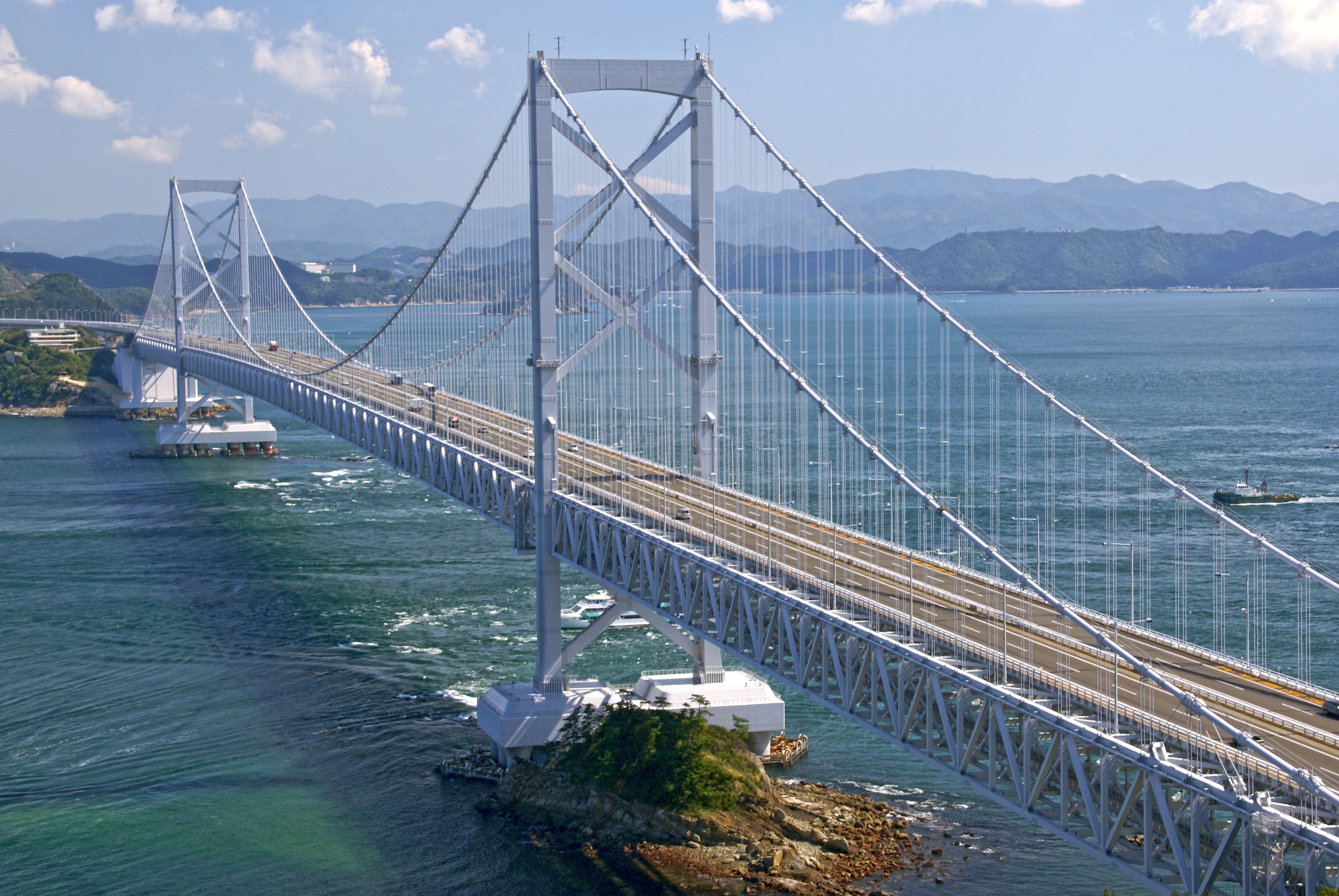
大鳴門橋開通（6月8日）

- 6月6日 - エホバの証人の信者が、自転車でダンプカーに巻き込まれる交通事故に遭った当時10歳の息子への輸血を拒否、息子が搬送先の聖マリアンナ医科大学病院で死亡する[書籍 20]。
- 6月8日
  - 神戸淡路鳴門自動車道の大鳴門橋が開通[書籍 9][書籍 20]（西淡仮出入口 - 鳴門北IC間）。淡路島と四国（徳島県鳴門市）が陸路で結ばれる。
  - 富士重工業が「アルシオーネ」を発売。
- 6月15日 - 国際青年年記念 ALL TOGETHER NOW開催。
- 6月17日 - 柔道ロサンゼルスオリンピック金メダリストの山下泰裕が現役引退[書籍 21]。
- 6月18日
  - 豊田商事会長の永野一男が自室玄関前にマスコミ取材班が集まる中、マンション内で刺殺される[書籍 21]。
  - 神戸市営地下鉄名谷駅 - 西神中央駅（西神延伸線）が延伸開業。
- 6月19日 - 投資ジャーナル事件に関与したとして、投資ジャーナル社の会長・中江滋樹らが逮捕される。前日の「永野刺殺」の二の舞を避けるための駆け込み逮捕とまで言われた[書籍 21]。
- 6月24日 - アイドル歌手の松田聖子と俳優の神田正輝の結婚式が開催される。世紀にかけて「聖輝の結婚」と言われる[書籍 22]。
- 6月30日 - 岩内線・興浜北線がこの日限りで廃止。

### 7月
- 7月1日
  - 大阪地裁が豊田商事の破産を宣告[書籍 23]。
  - カシオ計算機が電子辞書「カシオワード｣を発売。
  - 大畑線が下北交通に転換され下北交通大畑線となる。
- 7月9日 - 徳島ラジオ商殺し事件の再審公判で、徳島地方裁判所は被告人（判決前に死去）に無罪判決を言い渡した（7月19日に確定）[書籍 14][書籍 24]。
- 7月10日 - 京都市が古都保存協力税条例を施行。以後、同税に反対する金閣寺・銀閣寺・清水寺などが拝観停止を実施[書籍 14][書籍 23]。
- 7月11日 - 国鉄能登線古君駅 - 鵜川駅間で急行列車「能登路5号」が脱線[書籍 23]。7人死亡[書籍 23]。
- 7月13日 - 電波法改正、電信級アマチュア無線技士に電話系電波型式が、電話級の資格者に画像通信系型式が開放される。
- 7月14日 - 興浜南線がこの日限りで廃止。
- 7月24日 - 熊本県上益城郡甲佐町で熊本母娘殺害事件が発生。加害者の男は1962年に元妻の母（義母）を殺害したとして尊属殺人罪で無期懲役刑に処されたが、その仮釈放中に元妻の親族たちへの逆恨みから犯行に及んだ。
- 7月26日 - 長野県長野市の地附山で地すべりが発生。埋没、全壊55棟、死者26名となる。
- 7月25日 - 女子に対するあらゆる形態の差別の撤廃に関する条約を日本が批准・発効。

### 8月

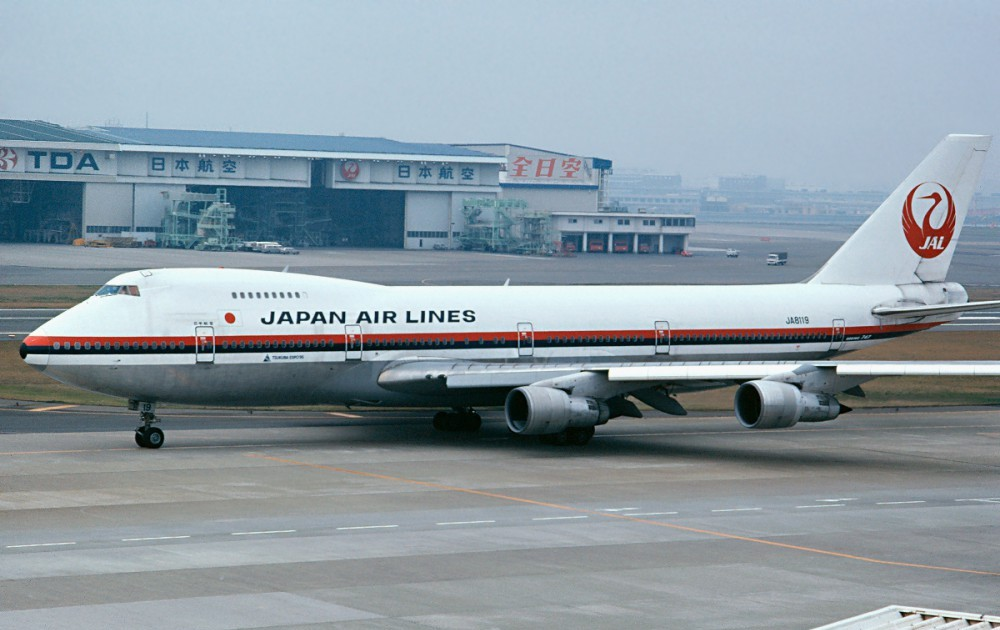
JAL123便事故当該機

- 8月7日 - 初の日本人宇宙飛行士として土井隆雄、内藤千秋（現姓：向井）、毛利衛の3人が決定[書籍 14][書籍 25]。
- 8月8日 - 第67回全国高等学校野球選手権大会が甲子園で開幕。
- 8月12日
  - 日本航空123便が群馬県多野郡上野村の高天原山（御巣鷹の尾根）に墜落、520名の死者を出す。乗客4人が奇跡的に生存[書籍 14][書籍 26]。
  - グリコ・森永事件で犯行グループから「終結宣言」が送付され、以降動きが途絶える[書籍 26]。
- 8月13日 - 三光汽船が会社更生法を申請し倒産[書籍 9][書籍 26]。戦後最大規模の倒産事案[書籍 26]。
- 8月14日 - 第67回全国高等学校野球選手権大会第7日目の2回戦・第2試合、PL学園対東海大山形戦においてPL学園が大会史上初となる毎回得点の29-7で勝利する。
- 8月15日 - 中曽根康弘首相が靖国神社公式参拝[書籍 9][書籍 26]。
- 8月19日 - 日産自動車が「7代目スカイライン」を発売。[1]
- 8月20日 - トヨタ自動車が「4代目セリカ」/「カリーナED」/「コロナクーペ」を発売。[1]
- 8月21日 - 第67回全国高校野球選手権大会は大阪・PL学園高校が1983年夏（第65回）以来2年ぶり3度目の優勝。決勝戦（対山口・宇部商業高校戦）で清原和博が1大会新記録となる5本塁打を放つなど、桑田真澄との「KKコンビ」としてのラスト甲子園で有終の美を飾る（植草貞夫の項も参照）。
- 8月24日 - ユニバーシアード神戸大会、108カ国3949人が参加し開催[書籍 14][書籍 26]。

### 9月

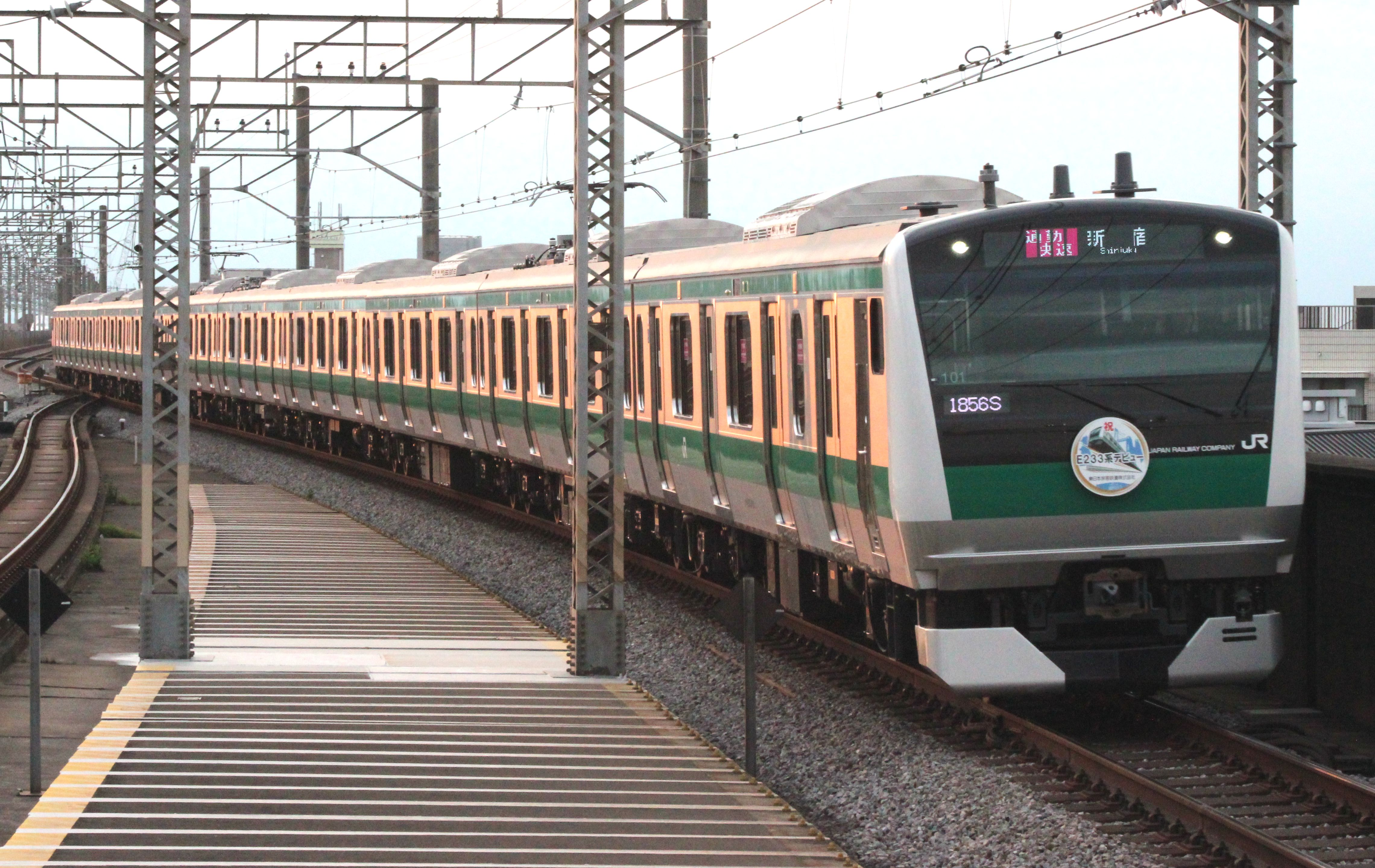
9月30日に開業した埼京線(開業当初の車両は103系)

- 9月1日 - 道路交通法が改正され、四輪自動車の高速道路走行時における前席でのシートベルト着用が義務化された（その後、一般道路での義務化、後席のシートベルト着用やチャイルドシートの義務化など、義務化の範囲が拡大している）。
- 9月2日
  - NTTが携帯電話「ショルダーフォン」を発売。
  - ロッテが「のど飴」を発売。
- 9月11日
  - ロス疑惑の三浦和義が逮捕される[書籍 27]。
  - 女優の夏目雅子が急性骨髄性白血病により死去（27歳没）[書籍 28]。
  - 本田技研工業が軽ボンネットバン「トゥデイ」を発売し、11年ぶりに軽乗用車市場に参入。
- 9月16日 - 美幸線がこの日限りで廃止。
- 9月21日 - 任天堂よりファミコン用ソフト『スーパーマリオブラザーズ』発売[書籍 27]。空前の大ヒットとなり社会現象に発展した。
- 9月22日 - アメリカのニューヨークでG5がプラザ合意[書籍 27]。翌日ドルは暴落。元も暴落し、日本円は1ドル200円台から100円台に高騰した。この後日本は円高不況を経てバブル景気へ向かう。
- 9月28日 - TBSのバラエティ番組『8時だョ!全員集合』がこの日の生放送を以て終了し、16年間全803回の長い歴史に幕を下ろす。
- 9月30日
  - 埼京線が開業。大宮 - 赤羽間が新規開業し、池袋 - 赤羽間の赤羽線を埼京線へ編入[注 1]。また川越線が全線電化され埼京線との直通運転を開始[書籍 29]。
  - アークヒルズ内に建設されていたテレビ朝日の新放送センターが完成（名称はアーク放送センター、10月5日から使用開始。本社機能は翌年4月に移転）。
  - 鹿児島市電伊敷線・上町線がこの日限りで廃止。

### 10月
- 10月1日
  - 国勢調査。日本の総人口、約1億2100万人に[書籍 14]。
  - 花王石鹸、花王へ社名変更。
  - 東京ガスが創業100周年を機にCI導入。
  - テレビ東京系列が初めて東名阪地区以外を放送エリアとする、テレビせとうち（TSC。岡山県・香川県が放送エリア）開局（昭和最後の民放テレビ開局）。
  - 東海道・山陽新幹線の新型車両100系がデビュー。東海道・山陽新幹線用車両としては新幹線開業時からの0系以来、21年ぶりの新系列車両。
  - 矢島線が第三セクター鉄道の由利高原鉄道に転換され由利高原鉄道鳥海山ろく線となる。
- 10月2日 - 関越自動車道が全線開通（前橋IC - 湯沢IC）[書籍 29]。
- 10月3日 - 大阪・上六に都ホテル大阪と近鉄劇場がオープン。
- 10月4日 - 東京に56年ぶりの震度5の地震が発生。鉄道網が大混乱し、帰省中だった1万2000人に影響を与えた[書籍 29]。
- 10月6日 - 毎日放送（MBS）制作の視聴者参加型クイズ番組『アップダウンクイズ』（NET系→TBS系）が、この日の放送をもって終了し、1963年10月6日以来22年全1084回の歴史に幕。
- 10月7日
  - テレビ朝日、『ニュースステーション』（キャスター：久米宏）放送開始。
  - キヤノンが同社初のVTR一体型ビデオカメラ「キヤノビジョン8」を発売。同年のグッドデザイン賞を受賞。
- 10月11日 - 政府が1987年4月1日付での日本国有鉄道の分割・民営化を正式決定[書籍 9][書籍 30]。
- 10月16日
  - 阪神タイガースが神宮球場での対ヤクルト戦で引き分け、21年ぶりのセ・リーグ優勝を決める[書籍 30]。ファンが熱狂し、一部のファンが道頓堀川に飛び込む、ケンタッキーフライドチキン店舗のカーネル・サンダース像を道頓堀川に投げ込むなどの事案も発生した。
  - テレビ朝日系ワイドショー番組『アフタヌーンショー』にて女子中学生のリンチ事件報道につき「やらせ」であることが発覚、同番組ディレクターが逮捕され、2日後の同月18日放送を以て番組は打ち切りとなる。
- 10月19日 - 西鉄北九州線のうち、本線の門司 - 砂津間と、戸畑線（大門 - 戸畑）・枝光線（中央町 - 幸町）の全線がこの日限りで廃止。
- 10月20日
  - 千葉県成田市三里塚交差点付近で、丸太・鉄パイプ・角材・火炎瓶などを武器にした中核派など過激派と機動隊が大規模衝突を起こす[書籍 31]。
- 10月21日 - マツダがファミリアに日本初のフルタイム4WDシステム搭載車を追加・発売。
- 10月24日
  - 広島東洋カープ監督の古葉竹識が勇退し、後任に阿南準郎が昇格。
  - 東急不動産の100%子会社として東急スポーツオアシス設立。
- 10月25日 - 本田技研工業が「レジェンド」を発売し、高級セダン市場に参入。

### 11月
- 11月1日 - エフエム中九州（現在のエフエム熊本）が開局。
- 11月2日 - 阪神タイガースが日本シリーズで、西武ライオンズを破り4勝2敗で球団史上初の日本一[書籍 32]。
- 11月4日 - 北海道初の鉄道路線である手宮線がこの日限りで廃止。1962年に旅客営業を廃止し貨物線となっていた。
- 11月5日 - 矢口洪一が第11代最高裁判所長官に就任。
- 11月8日 - 西武・広岡達朗が監督辞任。
- 11月14日 - 日本プロ野球選手会が労働組合として発足[書籍 14][書籍 33]。
- 11月16日 - 明知線が第三セクター鉄道の明知鉄道に転換され明知鉄道明知線となる。
- 11月22日 - 札幌病院長自殺事件が発生。国会議員の免責特権をめぐり裁判で争われた（1997年9月9日に上告棄却）。
- 11月29日 - 過激派により首都圏、大阪府を初め各地で線路のケーブルが切断され、ダイヤが混乱[書籍 14][書籍 34]。600万人に影響が出る。

### 12月
- 12月1日
  - 森祇晶、西武ライオンズの監督に就任（在任9年間で8度のリーグ優勝を果たしたが、1994年限りで勇退）。
  - 日本たばこ産業が煙管用たばこ「こいき」を発売（民営化初の新商品第1号）。
  - 横浜エフエム放送（当時の愛称：FM横浜、現在の愛称：Fm yokohama）開局。エフエム東京系以外で初、かつネットワークを持たない独立民放FMラジオ局第1号。
  - 遠州鉄道新浜松駅 - 助信駅間高架化。
- 12月2日
  - パイオニアが40型プロジェクションモニター「TVM-400PJ」を発売。
  - シチズン時計がエレクトロニクス水深計「スポルバ　ダイバー　デプスメーター」を発売。
- 12月18日 - 羽生善治が史上3人目の中学生プロ棋士 (将棋)になる。
- 12月28日 - 第2次中曽根第2次改造内閣発足[書籍 9][書籍 35]。
- 12月30日 - 立川競輪場でKEIRINグランプリ'85が開催。
- 日付不詳 - スーパー銭湯の第1号といわれる「万葉ポカポカ温泉」が富山県高岡市にオープン。

## 天候・天災・観測等
- 六一豪雪（昭和61年豪雪） - 本年12月〜翌年2月にかけて発生した日本の豪雪（「1986年の日本#天候・天災・観測等」も参照）。

## 文化と芸術

### 流行

#### 流行語
- 新語・流行語大賞
  - 新語部門
    - 金賞:「分衆」（博報堂生活総合研究所社長・近藤道生）、銀賞:「パフォーマンス」（日本社会党委員長・石橋政嗣）、銅賞:「NTT」
    - 表現賞:「キャバクラ」、「言語戦略」（慶應義塾大学教授・鈴木孝夫）、「ネバカ」（諸井薫）

  - 流行語部門
    - 金賞:「イッキ!イッキ!」（慶應義塾大学体育会）、銀賞:「トラキチ」、銅賞:「角抜き」(日本経済新聞政治部部長・山岸一平）
    - 大衆賞:「私はコレで会社をやめました」、「投げたらアカン」（元近鉄バファローズ投手・鈴木啓示）
    - 特別賞:「100ドルショッピング」（当時首相・中曽根康弘）
    - 特別語録賞:「愛しているからチラいのよ」（生島治郎夫妻）
    - 特別功労賞:フジテレビ系「ひょうきん族」の流行語（横澤彪）

### 建築
竣工
解体

### 出版
ベストセラー
- 小松左京『首都消失』
- 堺屋太一『知価革命』
- 堺屋太一『豊臣秀長』
- 広瀬久美子『女の器量はことばしだい』
- 神坂次郎『元禄御畳奉行の日記』

#### 文学
- 芥川賞
  - 第93回（1985年上半期） - 該当作品なし
  - 第94回（1985年下半期） - 米谷ふみ子 『過越しの祭』
- 直木賞
  - 第93回（1985年上半期） - 山口洋子『演歌の虫』『老梅』
  - 第94回（1985年下半期） - 森田誠吾『魚河岸ものがたり』、林真理子『最終便に間に合えば』『京都まで』
- 江戸川乱歩賞
  - 第31回 - 東野圭吾『放課後』、森雅裕『モーツァルトは子守唄を歌わない』

#### 漫画
連載開始
- - 「 総務部総務課山口六平太」

連載終了
- - 「 はだしのゲン」
  - 「 750ライダー」
  - 「 よろしくメカドック」

#### 雑誌
創刊
廃刊

### 音楽
- 中森明菜「ミ・アモーレ〔Meu amor é…〕」「SAND BEIGE -砂漠へ-」「SOLITUDE」
- チェッカーズ「あの娘とスキャンダル」「俺たちのロカビリーナイト」「神様ヘルプ!」
- 小泉今日子「常夏娘」「魔女」「なんてったってアイドル」
- C-C-B「Romanticが止まらない」「スクール・ガール」「Lucky Chanceをもう一度」「空想Kiss」
- 中山美穂「「C」」「生意気」「BE-BOP-HIGHSCHOOL」
- 安全地帯「熱視線」「悲しみにさよなら」「碧い瞳のエリス」
- サザンオールスターズ「Bye Bye My Love(U are the one)」「メロディ」
- TUBE「ベストセラー・サマー」
- TOM★CAT「ふられ気分でRock'n' Roll」
- 菊池桃子「卒業-GRADUATION-」「BOYのテーマ」「もう逢えないかもしれない」
- 吉川晃司「You Gotta Chance 〜ダンスで夏を抱きしめて〜」「にくまれそうなNEWフェイス」「RAIN-DANCEがきこえる」
- とんねるず「雨の西麻布」「青年の主張」
- LOOK「シャイニン・オン 君が哀しい」
- 杉山清貴&オメガトライブ「ふたりの夏物語」「サイレンスがいっぱい」
- 大沢誉志幸「そして僕は途方に暮れる」
- 原田知世「早春物語」
- 薬師丸ひろ子「あなたを・もっと・知りたくて」
- 佐野元春「Young Bloods」「Christmas Time In Blue -聖なる夜に口笛吹いて-」
- 吉幾三「俺ら東京さ行ぐだ」
- 五木ひろし「そして…めぐり逢い」
- 近藤真彦「ヨイショ!」「夢絆」「大将」
- アン・ルイス「六本木心中」
- HOUND DOG「ff (フォルティシモ)」
- 中村あゆみ「翼の折れたエンジェル」
- レベッカ「フレンズ」
- 小林明子「恋におちて -Fall in love-」
- おニャン子クラブ「セーラー服を脱がさないで」「およしになってねTEACHER」
- 河合その子「涙の茉莉花LOVE」「落葉のクレッシェンド」
- うしろゆびさされ組「うしろゆびさされ組」
- 岩崎良美「タッチ」
- 風見慎吾「涙のtake a chance」
- 東京JAP「摩天楼ブルース」
- 荻野目洋子「ダンシング・ヒーロー (Eat You Up)」
- 西城秀樹「一万光年の愛」「腕の中へ -In Search of Love-」
- テレサ・テン「愛人」
- 神野美伽「男船」
- 斉藤由貴「卒業」「白い炎」「初戀」「情熱」
- 田原俊彦「銀河の神話」「堕ちないでマドンナ」「華麗なる賭け」
- 田原俊彦・研ナオコ「夏ざかりほの字組」
- 尾崎豊「卒業」
- 河合奈保子「ジェラス・トレイン」「デビュー」「ラヴェンダー・リップス」
- 堀ちえみ「リ・ボ・ン」
- 岩崎宏美「決心」
- 早見優「PASSION」
- 島津ゆたか「ホテル」
- 細川たかし「望郷じょんから」
- 石川さゆり「波止場しぐれ」
- 松田聖子「天使のウィンク」「ボーイの季節」
- さだまさし「恋愛症候群」
- 松任谷由実・小田和正・財津和夫「今だから」
- 松任谷由実「メトロポリスの片隅で」
- オフコース「たそがれ」「call」

### 演劇
歌舞伎
宝塚歌劇団

### 映画
- オーディーン 光子帆船スターライト
- 銀河鉄道の夜
- ビルマの竪琴
- 乱
- ルパン三世 バビロンの黄金伝説

### テレビ
ドラマ
- NHKNHK大河ドラマ『春の波涛』
- NHK連続テレビ小説
  - 澪つくし
  - いちばん太鼓
- たけしくん、ハイ!（NHK銀河テレビ小説）
- 刑事物語'85（ 日本テレビ系）
- 毎度おさわがせします（TBS系）
- 金曜日の妻たちへIII 恋におちて（TBS系）
- スタア誕生（フジテレビ系）
- スケバン刑事シリーズ（フジテレビ系）

バラエティ
- 天才・たけしの元気が出るテレビ!!（日本テレビ系）
- アッコにおまかせ!（TBS系）
- 夕やけニャンニャン（フジテレビ系）
- テレビくん、どうも!（フジテレビ系）
- 所さんのただものではない!（フジテレビ系）
- さんまのまんま（関西テレビ・フジテレビ系）

音楽
- 夜のヒットスタジオDELUXE（フジテレビ系）

映画
- 金曜ロードショー（日本テレビ系）

報道
- ニュースステーション（テレビ朝日系）

その他
- 10月1日 - テレビ東京系列4局目となるテレビせとうち（TSC）が開局。
- 12月 - テレビ東京、港区虎ノ門に本社移転。

#### 特撮
- 兄弟拳バイクロッサー（日本テレビ系）
- 電撃戦隊チェンジマン（テレビ朝日系）
- 巨獣特捜ジャスピオン（テレビ朝日系）
- 勝手に!カミタマン（フジテレビ系）

#### コマーシャル
| キャッチフレーズなど                           | 商品名など                                           | メーカーなど                                | 出演者                             | 音楽             |
| ---------------------------------------------- | ---------------------------------------------------- | ------------------------------------------- | ---------------------------------- | ---------------- |
| 「にら」                                       | プチダノン                                           | カルピス味の素ダノン （現：ダノンジャパン） | 先生役の大人・ケンちゃん役の子供   | 板倉文・野宮真貴 |
| 何時間生きていましたか?                        | イメージ                                             | パルコ                                      | 内田裕也                           | -                |
| 投げたら、アカン                               | 青少年の非行防止                                     | 公共広告機構 （現：ACジャパン）             | 鈴木啓示（元近鉄バファローズ投手） | -                |
| どんとギブ・ミー                               | キンチョーどんと                                     | 大日本除虫菊                                | 桂文珍・西川のりお                 | -                |
| イングリモングリ、イングリモングリ、ええ気持ち | キンチョーマット                                     | 大日本除虫菊                                | 掛布雅之・西川のりお、たこ八郎     | -                |
| 今日も一日、ご苦労様〜                         | 金鳥ゴン                                             | 大日本除虫菊                                | もたいまさこ・木野花               | オリジナル       |
| いやはや、鳥人だ                               | アリナミンA25                                        | 武田薬品工業                                | 名高達郎                           | -                |
| けい子さんのいなりずし                         | イメージ                                             | セブンイレブン・ジャパン                    | 広田廣子                           | -                |
| カエルコール                                   | 「これから帰る」という電話をしようというキャンペーン | NTT                                         | 電話をする男性（大塚周夫）ほか     | -                |
| ハイ、明菜です。只今出掛けております           | private CD                                           | パイオニア                                  | 中森明菜                           | 中森明菜         |
| ♪すぐおいしい すごくおいしい                   | チキンラーメン                                       | 日清食品                                    | 南伸坊                             | オリジナル       |
| マジだぜ。                                     | タコヤキラーメン                                     | 日清食品                                    | ダンプ松本                         | -                |
| ♪池田 池田 模範堂                              | ムヒ                                                 | 池田模範堂                                  | 藤田まこと                         | 校歌風オリジナル |
| ♪あんたがたタフマン                            | タフマン                                             | ヤクルト                                    | 伊東四朗                           | -                |
| ヤリガイ                                       | 週刊就職情報                                         | リクルート                                  | とんねるず                         | -                |
| こんばんわ、お月さんですけど                   | ニューソフィ                                         | ユニ・チャーム                              | 笑福亭鶴瓶                         | -                |
| 活火山です                                     | テレビ局のステーションイメージ                       | 日本テレビ                                  | 三宅裕司                           | -                |

### アニメ
アニメーション映画
テレビアニメ
- 1月6日 - 『小公女セーラ』放映開始
- 3月2日 - 『機動戦士Ζガンダム』放映開始
- 3月10日 - 『はーいステップジュン』放映開始
- 3月24日 - 『タッチ』放映開始
- 4月1日 - 『オバケのQ太郎』放映開始
- 4月2日 - 『おねがい!サミアどん』、『プロゴルファー猿』放映開始
- 4月5日 - 『超獣機神ダンクーガ』放映開始
- 4月8日 - 『炎のアルペンローゼ』、『へーい!ブンブー』放映開始
- 4月18日 - 『六三四の剣』放映開始
- 6月3日 - 『コンポラキッド』放映開始
- 6月7日 - 『魔法のスターマジカルエミ』放映開始
- 7月6日 - 『戦え!超ロボット生命体トランスフォーマー』放映開始
- 7月15日 - 『ダーティペア』放映開始
- 10月3日 - 『蒼き流星SPTレイズナー』放映開始
- 10月6日 - 『忍者戦士飛影』放映開始
- 10月7日 - 『昭和アホ草紙あかぬけ一番!』放映開始
- 10月12日 - 『ゲゲゲの鬼太郎』放映開始
- 10月19日 - 『夢の星のボタンノーズ』放映開始
- 10月20日 - 『ハイスクール!奇面組』放映開始

OVA

### ゲーム

#### コンピューターゲーム
- 第1回ハドソン全国キャラバン開催

アーケードゲーム
- 業務用アクションシューティングゲーム『魔界村』（カプコン）
- 業務用シューティングゲーム『グラディウス』（コナミデジタルエンタテインメント）
- 業務用レースゲーム『ハングオン』（セガ・エンタープライゼス）
- 業務用シューティングゲーム『スペースハリアー』（セガ・エンタープライゼス）

テレビゲーム
- 9月13日 - ファミコン用ソフト『スーパーマリオブラザーズ』（任天堂）が発売され大ヒット。社会現象に発展。
- 10月20日 - セガ・エンタープライゼスが家庭用ゲーム機「SG-1000」の後継機に当たる「セガ・マークIII」（SG-1000III）を発売。
- 12月20日 - ハドソンがファミコン用ソフト『ボンバーマン』を発売。

携帯型ゲーム

## スポーツ

### 総合競技大会
- 第40回国民体育大会 (わかとり国体)

### 各競技

#### 野球
プロ野球
- セントラル・リーグ優勝 阪神タイガース
- パシフィック・リーグ優勝 西武ライオンズ
- 日本シリーズ優勝 阪神タイガース（4勝2敗）
- ランディ・バース（阪神）がセ･リーグ、落合博満（ロッテ）がパ･リーグの三冠王に輝く（落合は3年ぶり2度目の三冠王）。

高校野球
- 第57回選抜高等学校野球大会優勝 伊野商業（高知県）
- 第67回全国高等学校野球選手権大会優勝 PL学園（大阪府）
- 清原和博（PL学園）が夏の大会決勝で2本塁打を放ち、1大会5本塁打の新記録と、3試合連続本塁打のタイ記録を達成

#### 相撲
大相撲
- 両国国技館の完成オープンにより、この年の初場所から、両国国技館で開催されるようになる（前年までは蔵前国技館）。
- 大相撲ニューヨーク場所を行う。
- 北の湖引退
- 幕内最高優勝
  - 初場所 千代の富士貢
  - 春場所 朝潮太郎
  - 夏場所 千代の富士貢
  - 名古屋場所 北天佑勝彦
  - 秋場所 千代の富士貢
  - 九州場所 千代の富士貢

#### ラグビー
- 新日鉄釜石がラグビー日本選手権で7連覇達成

#### モータースポーツ
- 全日本F2選手権 中嶋悟
- 鈴鹿F2選手権 中嶋悟
- 富士GC 星野一義
- 全日本耐久選手権 高橋国光
- グループA規定の全日本ツーリングカー選手権開始、初代王者は長坂尚樹が獲得
- 全日本ロードレース選手権
  - 500cc 平忠彦
  - TT-F1 辻本聡

#### プロレス
- プロレス大賞MVP　藤波辰巳（新日本プロレス）
- 世界最強タッグ決定リーグ戦優勝スタン・ハンセン&テッド・デビアス組（1回目）
- 第3回IWGPリーグ戦優勝アントニオ猪木（決勝戦でアンドレ・ザ・ジャイアントを下して2回目の優勝を飾る）

## 誕生

### 1月
- 1月1日 - 朝比奈ハル、AV女優
- 1月2日 - 森内壽春、プロ野球選手
- 1月5日 - 小出由華、子役、タレント、女優、モデル
- 1月5日 - 原一樹、サッカー選手
- 1月6日 - 中林大樹、俳優
- 1月7日 - 野原祐也、元プロ野球選手
- 1月9日 - 齋藤舞 - ミュージカル俳優
- 1月11日 - 廣井友信、サッカー選手
- 1月11日 - 中嶋一貴、F1レーサー
- 1月12日 - 辻本祐樹、俳優
- 1月14日 - 藤井梨花、グラビアアイドル
- 1月14日 - 雅原慶、ミュージカル俳優
- 1月14日 - 古市憲寿[Web 1]、社会学者
- 1月15日 - 鈴木誠、プロ野球選手
- 1月15日 - 藤原紘通、プロ野球選手
- 1月16日 - 愛彩、グラビアアイドル
- 1月16日 - 両角友佑、カーリング選手
- 1月19日 - 石川梨華、歌手（元モーニング娘。、元美勇伝）
- 1月19日 - 松橋周太呂（家事えもん）、お笑い芸人（元ジューシーズ）
- 1月20日 - 井上麻里奈、声優
- 1月20日 - 杉山ハリー、ファッションモデル
- 1月21日 - 山村隆太、歌手（flumpool）
- 1月21日 - KENZO、歌手、ダンサー（DA PUMP）
- 1月21日 - 原由実[Web 2]、声優
- 1月22日 - 永田彬、声優、俳優（RUN&GUN）
- 1月22日 - 齊藤太一、ミュージカル俳優
- 1月24日 - 伊藤友樹、俳優
- 1月24日 - 杉山浩太、サッカー選手
- 1月25日 - 本橋優華、アイドル
- 1月26日 - nao、歌手
- 1月27日 - 森山愛子、演歌歌手
- 1月28日 - 谷元圭介、プロ野球選手
- 1月28日 - 内田もも香、女優
- 1月28日 - 宮間あや、女子サッカー選手
- 1月29日 - 竹内公輔、バスケットボール選手
- 1月29日 - 竹内譲次、バスケットボール選手
- 1月30日 - 森下悠里、グラビアアイドル
- 1月30日 - 尾上松也 (2代目)、歌舞伎俳優
- 1月31日 - 上原ちえ、女優

### 2月
- 2月1日 - KENTARO、ギタリスト（少年カミカゼ）
- 2月2日 - 加藤士津八、騎手
- 2月2日 - 桐山漣、俳優
- 2月2日 - 田中利幸、馬術選手
- 2月4日 - 川端崇義、プロ野球選手
- 2月6日 - 中園友乃、女優
- 2月6日 - 加藤条治、スピードスケート選手
- 2月6日 - 平岡拓晃、柔道家
- 2月7日 - 奈良沙緒理、女優
- 2月8日 - 松下奈緒、女優・ピアニスト
- 2月8日 - 梅沢和木、現代美術家
- 2月9日 - 小林憲幸、プロ野球選手
- 2月12日 - 我謝よしか、モデル
- 2月12日 - 原田まりる、レースクイーン、グラビアアイドル、タレント
- 2月13日 - 小野愛、グラビアアイドル、タレント
- 2月14日 - 佐野夏芽、グラビアアイドル
- 2月14日 - 大谷智久、プロ野球選手
- 2月16日 - 中澤雅人、プロ野球選手
- 2月17日 - 佐藤寛子、タレント
- 2月18日 - 河西健吾、声優
- 2月19日 - 浅見紘子、バレエダンサー
- 2月19日 - 新田雄史、競艇選手
- 2月20日 - 小川彩佳、フリーアナウンサー
- 2月20日 - 夏目理緒、グラビアアイドル
- 2月22日 - 萩山竜馬、アメリカンフットボール選手
- 2月23日 - 神戸拓光、元プロ野球選手
- 2月23日 - デッドボールP、音楽家・ボカロP
- 2月24日 - 尾西美咲、陸上競技選手
- 2月25日 - 竹中愛、タレント
- 2月26日 - 藤本美貴、タレント（元モーニング娘。）
- 2月26日 - 加賀美早紀、女優
- 2月27日 - 安倍麻美、アイドル・歌手

### 3月
- 3月1日 - 河津修一、バトントワラー
- 3月1日 - 竹内一樹、ミュージカル俳優
- 3月2日 - 平松奈々、元長野放送アナウンサー
- 3月2日 - 濱田玲、ファッションモデル
- 3月4日 - KONAN、元SDN48
- 3月5日 - 松山ケンイチ、俳優
- 3月7日 - 本木美沙、女優
- 3月9日 - 木村英里、フリーアナウンサー
- 3月10日 - 土佐豊祐哉、元大相撲力士
- 3月11日 - 白鵬翔、元大相撲力士（第69代横綱・現:年寄宮城野）
- 3月12日 - 藤岡好明、プロ野球選手
- 3月14日 - 井野口祐介、野球選手
- 3月15日 - 飯田龍一郎、プロ野球選手
- 3月15日 - 喜矢武豊、ミュージシャン（ゴールデンボンバー）
- 3月15日 - マイコ、女優
- 3月15日 - 小手川喜常、野球選手
- 3月16日 - KENTA、ドラマー（SPYAIR）
- 3月18日 - 三輪秀香、NHKアナウンサー
- 3月19日 - 梅澤レナ、ファッションモデル
- 3月20日 - 岸本梓、タレント
- 3月20日 - 水嶋友香、タレント、グラビアアイドル
- 3月24日 - 綾瀬はるか、女優、タレント
- 3月24日 - 平野早矢香、卓球選手
- 3月25日 - 髙桑健、水泳選手
- 3月25日 - SAKURA、マジシャン、ダンサー
- 3月25日 - 小林裕介、声優
- 3月26日 - 川頭秀人、プロ野球選手
- 3月28日 - 鈴木明子、フィギュアスケート選手
- 3月30日 - 藤原ゆか、漫画家

### 4月
- 4月2日 - はんざわかおり、漫画家
- 4月2日 - 阿部文一朗、サッカー選手
- 4月2日 - 一柳夢吾、サッカー選手
- 4月2日 - 内田祐介、俳優
- 4月2日 - 清水秀人、プロボクサー
- 4月2日 - 久高寛之、プロボクサー
- 4月3日 - 尾家キミ、女優
- 4月3日 - 加藤有加利、歌手（RYTHEM）
- 4月3日 - 北風沙織、陸上選手
- 4月3日 - 近藤明広、プロボクサー
- 4月3日 - 柚月美穂、女優・タレント
- 4月3日 - 銘苅淳、ハンドボール選手
- 4月4日 - 桑原彰、元RADWIMPS
- 4月4日 - 中ノ森文子、歌手（元中ノ森BAND）
- 4月4日 - 松本晃、野球選手
- 4月5日 - 古川祐樹、プロ野球選手
- 4月5日 - 粉川拓也、プロボクサー
- 4月6日 - 加治前竜一、プロ野球選手
- 4月7日 - 新井翔太、プロサッカー選手
- 4月7日 - 小関裕太郎、声優
- 4月7日 - 末永雄太、競泳選手
- 4月7日 - 立川大和、俳優
- 4月7日 - MiChi、歌手
- 4月7日 - 山崎知春、卓球選手
- 4月7日 - 成宮真希、プロレスラー
- 4月8日 - 尾上勇也、サッカー選手
- 4月9日 - 山下智久、男性アイドル（元NEWS）
- 4月10日 - 籾山幸徳、プロ野球選手
- 4月10日 - 秋葉信秀、サッカー選手
- 4月10日 - 岩間よいこ、パルフェ
- 4月10日 - 関本昌平、ピアニスト
- 4月11日 - 豊田陽平、サッカー選手
- 4月11日 - 石川麻衣、バスケットボール選手
- 4月11日 - 伊達秀晃、陸上選手
- 4月12日 - 吉澤ひとみ、元歌手（元モーニング娘。）
- 4月12日 - 小窪哲也、プロ野球選手
- 4月12日 - 三木良太、サッカー選手
- 4月13日 - 加賀繁、プロ野球選手
- 4月14日 - 小島昌也、元プロ野球選手（+ 2011年）
- 4月14日 - 川田穣二、俳優
- 4月15日 - 黒瀬春樹、プロ野球選手
- 4月15日 - JOY、モデル
- 4月16日 - 伊藤政仁、お笑い芸人（ニードル）
- 4月16日 - 高田千尋、お笑い芸人（ばーん）
- 4月16日 - 森田このみ、女優
- 4月16日 - 類家明日香、元グラビアアイドル
- 4月17日 - 本田拓也、サッカー選手
- 4月18日 - 水落暢明、元プロ野球選手
- 4月19日 - 北向由樹、バスケットボール選手
- 4月20日 - 篠田純平、プロ野球選手
- 4月20日 - 八角剛史、サッカー選手
- 4月20日 - 細川麻美、バレーボール選手
- 4月21日 - 池住美穂、バスケットボール選手
- 4月21日 - お見送り芸人しんいち、お笑い芸人
- 4月21日 - 藤井拓郎、競泳選手
- 4月22日 - 増嶋竜也、サッカー選手
- 4月22日 - 岩佐千亜紀、陸上選手
- 4月22日 - LISSA、モデル
- 4月23日 - 加藤綾子、フリーアナウンサー
- 4月23日 - 水戸健史、バスケットボール選手
- 4月23日 - 宮澤元樹、柔道選手
- 4月24日 - 名塚佳織、声優
- 4月24日 - 金井勇太、俳優
- 4月26日 - 中川裕貴、プロ野球選手
- 4月25日 - みやぞん、お笑い芸人（元ANZEN漫才）
- 4月26日 - 岩倉一弥、サッカー選手
- 4月26日 - 朝吹まり、漫画家
- 4月26日 - 足立友里恵、アイスホッケー選手
- 4月26日 - 魚谷香織、競艇選手
- 4月26日 - 北津留翼、競輪選手
- 4月26日 - 田淵智也、ベーシスト、作曲家（UNISON SQUARE GARDEN）
- 4月27日 - 長谷部瞳、女優
- 4月27日 - 吉田舞、バスケットボール選手
- 4月28日 - 松川誉弘、プロ野球選手
- 4月28日 - 深川仁志、NHKアナウンサー
- 4月29日 - 菊岡正展、元関西ジャニーズJr.
- 4月30日 - 所里沙子、女優
- 4月30日 - 希善龍貴司、大相撲力士

### 5月
- 5月1日 - 細山田隆人、俳優
- 5月2日 - 赤井秀行、サッカー選手
- 5月2日 - 栗原明洋、サッカー選手
- 5月2日 - 溝口絵里加、体操選手
- 5月3日 - 森翼、歌手
- 5月3日 - 濱島尚人、プロアイスホッケー選手
- 5月4日 - 坂井遼太郎、プロ野球審判員
- 5月4日 - 吉弘充志、サッカー選手
- 5月4日 - 河村さやか、元気象キャスター
- 5月4日 - 山田泰葉、元気象キャスター
- 5月5日 - 中川翔子、アイドル、声優
- 5月5日 - 小林竜樹、サッカー選手
- 5月6日 - 渡辺敬介、俳優、元お笑い芸人（ぼれろ）
- 5月6日 - 鈴木凛、タレント
- 5月6日 - 吉見早央、タレント
- 5月6日 - 誉富士歓之、大相撲力士
- 5月8日 - 佐藤豪則、格闘家
- 5月8日 - 眞恵子、バレーボール選手
- 5月8日 - 日丸屋秀和、漫画家
- 5月8日 - 藤井ゆきよ、声優、女優
- 5月9日 - 市川友也、プロ野球選手
- 5月9日 - 伊藤みどり、卓球選手
- 5月9日 - 桜井まり、グラビアアイドル
- 5月9日 - 吉永まり、女優
- 5月9日 - 能登原将、野球選手
- 5月10日 - 西村健太朗、プロ野球選手
- 5月10日 - 生山裕人、プロ野球選手
- 5月10日 - 桑原剛、サッカー選手
- 5月10日 - 齋藤崇人、バスケットボール選手
- 5月10日 - 塚原直貴、陸上選手
- 5月11日 - 藤田志穂、モデル
- 5月11日 - 青木愛、アーティスティックスイミング選手
- 5月11日 - 坂本直子、ソフトボール選手
- 5月11日 - 堀田理恵、バレーボール選手
- 5月11日 - 山下貴之、騎手
- 5月11日 - ENZEL☆、エセDJ（元SPYAIR）
- 5月13日 - 新倉瞳、チェリスト
- 5月14日 - 高橋義希、サッカー選手
- 5月14日 - 村田奈都美、バレーボール選手
- 5月15日 - 田中慎太朗、プロ野球選手
- 5月16日 - 大倉忠義、SUPER EIGHT
- 5月16日 - 菅沼実、サッカー選手
- 5月16日 - 酒井彩名、タレント・女優
- 5月17日 - 小島庸平、ドライバー
- 5月17日 - 菅直哉、バレーボール選手
- 5月17日 - 永田亮太、サッカー選手
- 5月18日 - 酒井千佳、気象予報士
- 5月18日 - 伊東大輔、野球選手
- 5月19日 - ルーキタエ、元あやまんJAPAN
- 5月19日 - 芹那、元SDN48
- 5月20日 - 村田透、プロ野球選手
- 5月20日 - 石亀晃、サッカー選手
- 5月21日 - 葵ゆりか、モデル、タレント
- 5月21日 - 木村雄太、プロ野球選手
- 5月21日 - 長谷部康平、プロ野球選手
- 5月21日 - 石澤典明、サッカー選手
- 5月21日 - 三澤純一、サッカー選手
- 5月22日 - 林彦峰、プロ野球選手
- 5月22日 - 菅原康太、サッカー選手
- 5月22日 - TAO、ファッションモデル
- 5月22日 - 武田英明、サッカー選手
- 5月22日 - 水永翔馬、サッカー選手
- 5月23日 - 山内敬太、プロ野球選手
- 5月24日 - 武田祐介、ベーシスト（RADWIMPS）
- 5月24日 - 山下健二郎、ダンサー、タレント（三代目J SOUL BROTHERS）
- 5月25日 - 岩舘侑哉、サッカー選手
- 5月26日 - 稲葉久人、サッカー選手
- 5月27日 - 堂上剛裕、プロ野球選手
- 5月27日 - 夕輝壽太、俳優
- 5月27日 - 小向美奈子、タレント、ストリッパー
- 5月27日 - 高橋昌史、バスケットボール選手
- 5月27日 - 大矢真夕、タレント、レースクイーン
- 5月28日 - 湯田友美、陸上選手
- 5月29日 - 滝口幸広、俳優（+ 2019年[Web 3]）
- 5月31日 - 杉原洋、プロ野球選手
- 5月31日 - 高橋昌大、サッカー選手
- 5月31日 - 永岡卓也、俳優
- 5月31日 - 松嵜麗、声優

### 6月
- 6月1日 - 山本脩斗、サッカー選手
- 6月2日 - 沢城みゆき、声優
- 6月2日 - 宮西尚生、プロ野球選手
- 6月2日 - 田渕章裕、お笑い芸人（インディアンス)
- 6月3日 - 髙田周平、プロ野球選手
- 6月3日 - 浜名ランチ、お笑い芸人（ハルカラ）
- 6月4日 - 加藤幹典、プロ野球選手
- 6月4日 - 井上俊輔、バレーボール選手
- 6月4日 - 鈴木拡樹、俳優
- 6月4日 - 富貴晴美、作曲家
- 6月4日 - 平野貴志、野球選手
- 6月5日 - 石井大裕、TBSアナウンサー
- 6月5日 - 西垣仁貴、バスケットボール選手
- 6月5日 - 福田萌、タレント、天気キャスター
- 6月5日 - 高橋亜衣、気象予報士、元ミュージカル俳優
- 6月6日 - 平山相太、元サッカー選手
- 6月7日 - カレン・ロバート、元サッカー選手
- 6月7日 - 北勝国英明、力士
- 6月7日 - 三宅麻理恵、声優
- 6月8日 - 斎藤雅也、サッカー選手
- 6月8日 - 鈴木智樹、サッカー選手
- 6月9日 - 掛貝梨沙、タレント
- 6月9日 - 小泉訓、サッカー選手
- 6月10日 - 寺田紳一、サッカー選手
- 6月10日 - 小松秀平、バスケットボール選手
- 6月10日 - 齋藤めぐみ、女優
- 6月11日 - 関塚真美、アルペンスキー選手
- 6月11日 - 山添寛、 お笑い芸人（相席スタート）
- 6月12日 - 金澤翔子、書家
- 6月13日 - 南知里、グラビアアイドル、タレント
- 6月15日 - 笹本玲奈、女優
- 6月15日 - 向慎一、サッカー選手
- 6月16日 - の子、ミュージシャン（神聖かまってちゃん）
- 6月17日 - 五関晃一、A.B.C-Z・歌手
- 6月18日 - 尾嶋直哉、俳優
- 6月19日 - 増田誓志、サッカー選手
- 6月19日 - 宮里藍、プロゴルファー
- 6月19日 - AKINA、歌手・グラビアアイドル（元Folder5）
- 6月19日 - 石谷聡、バスケットボール選手
- 6月19日 - 稲田康志、サッカー選手
- 6月19日 - 山城純也、サッカー選手
- 6月20日 - 相武紗季、女優、タレント
- 6月21日 - 瀬戸早妃、女性アイドル
- 6月21日 - 千葉和彦、サッカー選手
- 6月21日 - 畑中勇介、ロードレーサー
- 6月22日 - 加藤ローサ、女優、ファッションモデル
- 6月22日 - 伊志嶺忠、プロ野球選手
- 6月22日 - 中村光雄、野球選手
- 6月23日 - 高松未、バレーボール選手
- 6月24日 - 斎藤宏介、ミュージシャン（UNISON SQUARE GARDEN、XIIX）
- 6月24日 - 浜口順子、タレント
- 6月24日 - アユミカトリーナ、ファッションモデル
- 6月24日 - 高崎健太郎、プロ野球選手
- 6月24日 - 長田頼宗、競艇選手
- 6月24日 - 森倫太郎、野球選手
- 6月25日 - 水野マリコ、声優
- 6月26日 - 近森裕佳、バスケットボール選手
- 6月26日 - 半田武嗣、サッカー選手
- 6月26日 - 福見友子、柔道選手
- 6月27日 - 大場翔太、プロ野球選手
- 6月27日 - 小阪由佳、元グラビアアイドル
- 6月27日 - 谷口博之、サッカー選手
- 6月27日 - ニコチンおじさん、アンタレス→☆ルリヲ☆
- 6月28日 - 酒井悠基、サッカー選手
- 6月28日 - 中村中、歌手
- 6月28日 - 山本隆弥、読売テレビアナウンサー
- 6月28日 - 山本政聡、騎手
- 6月29日 - 石関由香里、体操選手
- 6月29日 - 小林慎太郎、バスケットボール選手
- 6月29日 - 小林宏一、ジャニーズJr.
- 6月29日 - 横山拓也、サッカー選手
- 6月30日 - 春田なな、漫画家
- 6月30日 - 桂紗綾、朝日放送アナウンサー
- 6月30日 - 大原慎司、プロ野球選手
- 6月30日 - 菊岡拓朗、サッカー選手
- 6月30日 - 貴田裕美、水泳選手

### 7月
- 7月1日 - 平岡政樹、元プロ野球選手
- 7月1日 - 山内壮馬、プロ野球選手
- 7月1日 - 桜井のりお、漫画家
- 7月1日 - 小野雄平、サッカー選手
- 7月2日 - 西村美紀、ボウリング選手
- 7月3日 - 小林賢司、プロ野球選手
- 7月3日 - 上田常幸、サッカー選手
- 7月3日 - 南圭介、俳優
- 7月4日 - 扇愛奈、シンガーソングライター
- 7月4日 - 板垣まみ、お笑い芸人（Mサイズ）
- 7月4日 - 賈徳龍、野球選手
- 7月4日 - 塚本泰史、サッカー選手
- 7月4日 - 森善十朗、空手家
- 7月5日 - 秋元玲奈、元テレビ東京アナウンサー
- 7月5日 - 内野謙太、俳優
- 7月5日 - 張一博、卓球選手
- 7月5日 - 野田洋次郎、ミュージシャン（RADWIMPS）
- 7月5日 - 山城拓馬、バスケットボール選手
- 7月6日 - 尾形沙耶香、ファッションモデル
- 7月7日 - 梅谷英生、フィギュアスケート選手
- 7月7日 - Naoki、リングアナ
- 7月7日 - 馬場賢治、サッカー選手
- 7月7日 - 松田かりな、グラビアアイドル
- 7月8日 - 田坂祐介、サッカー選手
- 7月8日 - 森戸壮介、サッカー選手
- 7月9日 - 谷哲也、プロ野球選手
- 7月9日 - 山田裕司、プロ野球選手
- 7月9日 - 西山将士、柔道家
- 7月9日 - 水橋貴己、女優
- 7月10日 - 渡部あきのり、プロボクサー
- 7月10日 - 山本海人、サッカー選手
- 7月10日 - 中村北斗、サッカー選手
- 7月10日 - 朴主永、サッカー選手
- 7月10日 - 鈴木沙耶、モトクロス選手
- 7月10日 - 松中みなみ、タレント
- 7月11日 - 高杉さと美、歌手（wi☆th）
- 7月11日 - 前田亜季、女優・アイドル
- 7月11日 - 西山貴永、サッカー選手
- 7月11日 - 広瀬健太、バスケットボール選手
- 7月12日 - 伊阪達也、俳優
- 7月12日 - 橋爪ヨウコ、お笑い芸人（こじらせハスキー）
- 7月13日 - 内竜也、プロ野球選手
- 7月13日 - 苔口卓也、サッカー選手
- 7月13日 - 上野なつひ、女優、タレント
- 7月13日 - 伊藤綾祐、俳優
- 7月13日 - 柴田慎吾、サッカー選手
- 7月13日 - 平山智加、競艇選手
- 7月14日 - 田中輝和、サッカー選手
- 7月15日 - 外川陽子、歌手
- 7月16日 - 藤東知夏、声優
- 7月16日 - 日笠陽子、声優
- 7月16日 - 尾上寛之、俳優
- 7月16日 - 若三藤成豊、大相撲力士
- 7月17日 - 汐見ゆうな、AV女優
- 7月18日 - 明瀬山光彦、大相撲力士
- 7月19日 - 千野俊樹、サッカー選手
- 7月19日 - 比留木謙司、バスケットボール選手
- 7月20日 - 折井あゆみ、元AKB48
- 7月21日 - 海宝あかね、ミュージカル俳優
- 7月22日 - まりゑ、女優
- 7月22日 - 澤口雅彦、サッカー選手
- 7月22日 - 戸澤陽、プロレスラー
- 7月22日 - 酒井良太、ミュージカル俳優
- 7月23日 - 金子圭輔、プロ野球選手
- 7月23日 - 村田和哉、プロ野球選手
- 7月23日 - 瀬戸麻楡（渡瀬真由）、タレント
- 7月24日 - 金森敬之、プロ野球選手
- 7月24日 - 下司隆士、サッカー選手
- 7月24日 - 松下幸平、サッカー選手
- 7月24日 - 渡辺知夏子、モデル
- 7月25日 - 平山優、バドミントン選手
- 7月25日 - 森洋介、サッカー選手
- 7月26日 - 加藤夏希、女優・タレント
- 7月26日 - 中土居宏宜、歌手（Lead）
- 7月26日 - 周筆暢、歌手
- 7月26日 - 山田章仁、ラグビー選手
- 7月27日 - 水鳥舞夏、体操選手
- 7月27日 - 戸田衛、野球選手
- 7月27日 - 木島由利香、気象予報士
- 7月28日 - 笠井香織、サッカー選手
- 7月28日 - 鎌田次郎、サッカー選手
- 7月29日 - 上野裕一郎、陸上選手
- 7月29日 - 隠岐の海歩、大相撲力士
- 7月29日 - 兵藤慎剛、サッカー選手
- 7月29日 - 近藤裕希、お笑い芸人（バース）
- 7月30日 - 長田融季、お笑い芸人（元りあるキッズ）
- 7月30日 - 片岡信和、俳優
- 7月30日 - 森川七月、ジャズ歌手
- 7月31日 - 常澤聡、サッカー選手
- 7月31日 - 合原明子、NHKアナウンサー

### 8月
- 8月1日 - 入山法子、女優
- 8月1日 - 矢野美子、バレーボール選手
- 8月2日 - 下地奨、サッカー選手
- 8月2日 - 千田健太、フェンシング選手
- 8月2日 - 畠山健介、ラグビー選手
- 8月3日 - 永池南津子、女優・ファッションモデル
- 8月4日 - 榊原諒、プロ野球選手
- 8月4日 - 大久保綾乃、女優
- 8月5日 - 河内修斗、バスケットボール選手
- 8月5日 - 鴨志田誉、サッカー選手
- 8月6日 - 北嶋一喜、漫画家
- 8月6日 - 後藤璃香、タレント
- 8月6日 - 細川真奈、モデル
- 8月7日 - 川口隼人、プロ野球選手
- 8月7日 - 川口寛人、プロ野球選手
- 8月9日 - 北村悠、（FLAME）
- 8月9日 - 加藤沙耶香、アイドル（アイドリング!!!）
- 8月9日 - 木南晴夏、女優
- 8月9日 - 小澤美夏、スピードスケート選手
- 8月10日 - 島村毅、サッカー選手
- 8月12日 - 石川俊介、プロ野球選手
- 8月12日 - 土嶺雄一、バスケットボール選手
- 8月13日 - Shogo、モデル
- 8月13日 - 竹田誠志、プロレスラー
- 8月13日 - 矢住夏菜、歌手
- 8月15日 - 川口盛外、プロ野球選手
- 8月16日 - 大沢あかね、タレント
- 8月16日 - 二見一樹、元子役、俳優
- 8月16日 - 松坂健太、プロ野球選手
- 8月16日 - 高島拓也、俳優
- 8月16日 - 西島まどか、タレント
- 8月17日 - 蒼井優、女優
- 8月17日 - 新津由衣、RYTHEM
- 8月17日 - 大峯明菜、競艇選手
- 8月17日 - 加藤純一、配信者
- 8月18日 - 土屋朋弘、プロ野球選手
- 8月18日 - 大倉三佳、野球選手
- 8月20日 - 後藤裕司、サッカー選手
- 8月20日 - 山本幸平、クロスカントリー選手
- 8月21日 - 星野圭佑、サッカー選手
- 8月22日 - 座間紅祢、陸上選手
- 8月23日 - DJ LOVE、DJ（SEKAI NO OWARI）
- 8月23日 - 三国由奈、女優
- 8月23日 - 中河内雅貴、俳優
- 8月24日 - 西原誉志、サッカー選手
- 8月25日 - 中野友加里、フィギュアスケート選手
- 8月25日 - 江本奈穂、ソフトボール選手
- 8月26日 - 関口雄大、プロ野球選手
- 8月27日 - 浅津ゆうこ、バレーボール選手
- 8月27日 - 黒宮ニイナ、タレント
- 8月27日 - 金友隆幸、政治活動家
- 8月28日 - 高坂友衣（ユイティ）、お笑い芸人（ばーん）
- 8月28日 - 伊野波雅彦、サッカー選手
- 8月29日 - 濱口華菜里、バレーボール選手
- 8月30日 - 加藤壮門、俳優
- 8月30日 - 柴原奈津美、声優
- 8月31日 - 鈴木修人、サッカー選手

### 9月
- 9月1日 - 中町公祐、サッカー選手
- 9月2日 - 小瀬浩之、プロ野球選手（+2010年）
- 9月2日 - 阿部友和、バスケットボール選手
- 9月2日 - 星瑞枝、スキー選手
- 9月3日 - 梶裕貴、声優
- 9月3日 - 滝澤大志、プロレスラー
- 9月3日 - 宮下雄也、俳優（RUN&GUN）
- 9月4日 - 義達祐未、女優
- 9月4日 - 河本裕之、サッカー選手
- 9月4日 - 山本哲哉、プロ野球選手
- 9月6日 - 坂克彦、プロ野球選手
- 9月6日 - 水野晃樹、サッカー選手
- 9月6日 - 吉田真史、サッカー選手
- 9月6日 - 木下康太郎、フジテレビアナウンサー
- 9月6日 - 長濱慎、俳優
- 9月7日 - 浅野麻衣、お笑い芸人（元Mサイズ）
- 9月8日 - 関めぐみ、女優
- 9月8日 - 小椋祥平、サッカー選手
- 9月8日 - 新里智将、バスケットボール選手
- 9月8日 - 光村龍哉、歌手（元NICO Touches the Walls）
- 9月9日 - 田代さやか、グラビアアイドル
- 9月9日 - 山中浩史、プロ野球選手
- 9月9日 - 河野直人、サッカー選手
- 9月9日 - 篠宮沙絵子、声優
- 9月10日 - 松田翔太、俳優
- 9月10日 - 上木彩矢、歌手
- 9月10日 - 久米勇紀、プロ野球選手
- 9月10日 - 松井謙弥、サッカー選手
- 9月10日 - 万波奈穂、囲碁棋士
- 9月10日 - 桃香、モデル・タレント
- 9月11日 - 村瀬和隆、サッカー選手
- 9月12日 - 水本裕貴、サッカー選手
- 9月12日 - 米澤史織、女優
- 9月13日 - 鈴木えみ、ファッションモデル・女優、（元ジュエミリア）
- 9月13日 - 吉田幸央、元プロ野球選手
- 9月13日 - 石川直樹、サッカー選手
- 9月13日 - 犬童千秋、競艇選手
- 9月14日 - 上戸彩、女優、歌手、タレント
- 9月14日 - 望月みさ、ファッションモデル
- 9月15日 - 飯田真輝、サッカー選手
- 9月16日 - 鈴木健太、サッカー選手
- 9月16日 - 山腰泰博、サッカー選手
- 9月16日 - ダイアナ湯川、ヴァイオリニスト
- 9月17日 - 北山宏光、Kis-My-Ft2
- 9月17日 - 市川雅彦、サッカー選手
- 9月18日 - 松山竜平、プロ野球選手
- 9月18日 - 安西秀幸、陸上選手
- 9月18日 - 中道瞳、バレーボール選手
- 9月19日 - 早坂良太、サッカー選手
- 9月20日 - 安田善紀、お笑い芸人（元りあるキッズ）
- 9月20日 - 山崎真実、女優
- 9月21日 - 柴田誠也、プロ野球選手
- 9月21日 - 中村太亮、声優
- 9月22日 - 大川紫央、宗教家、幸福の科学創始者大川隆法の後妻
- 9月22日 - 成田童夢、スノーボードハーフパイプ選手
- 9月22日 - 新井彩可、空手選手
- 9月22日 - BUNBUN、イラストレーター
- 9月23日 - 後藤真希、歌手・女優（元モーニング娘。）
- 9月23日 - 石井秀典、サッカー選手
- 9月23日 - 能登櫻和也、力士
- 9月23日 - 川澄奈穂美、サッカー選手
- 9月24日 - 城所龍磨、プロ野球選手
- 9月24日 - 梶山陽平、サッカー選手
- 9月24日 - 黛英里佳、女優
- 9月25日 - 小谷幸弘、俳優
- 9月25日 - 丹野麻美、陸上選手
- 9月25日 - 三村恭代、女優
- 9月26日 - 秋山莉奈、グラビアアイドル
- 9月26日 - 小林悠、元TBSアナウンサー
- 9月26日 - 内海亮子、バスケットボール選手
- 9月26日 - 島嵜佑、サッカー選手
- 9月26日 - 中村亮介、将棋棋士
- 9月26日 - 伴杏里、女優
- 9月27日 - 岡本洋介、プロ野球選手
- 9月27日 - 七瀬亜深、声優
- 9月29日 - 尾崎雄二、競艇選手、元サッカー選手
- 9月30日 - 榎並大二郎、フジテレビアナウンサー
- 9月30日 - 深水章生、サッカー選手
- 9月30日 - 松田理奈、バイオリニスト

### 10月
- 10月1日 - 喜多川修平、バスケットボール選手
- 10月1日 - みづきあかり、グラビアアイドル
- 10月2日 - モテ期プロデューサー荒野、実業家、YouTuber
- 10月2日 - 渡部龍一、プロ野球選手
- 10月2日 - 白仁田寛和、プロ野球選手
- 10月3日 - Agatha、ファッションモデル
- 10月3日 - 荒田智之、サッカー選手
- 10月3日 - 大山未希、バレーボール選手
- 10月3日 - 高本めぐみ、声優
- 10月4日 - 大野勇樹、プロレスラー
- 10月5日 - 三島輝史、プロ野球選手
- 10月6日 - 鈴木康大、カヌー選手
- 10月6日 - 南里康晴、フィギュアスケート選手
- 10月7日 - 小嶋達也、プロ野球選手
- 10月7日 - 大城祐二、プロ野球選手
- 10月8日 - 逢坂冬馬、小説家
- 10月8日 - ウエンツ瑛士、元子役、元てれび戦士、タレント（WaT）
- 10月8日 - 小澤雄太、俳優
- 10月9日 - GAKIO、お笑い芸人（ニードル）
- 10月9日 - 斎藤綾、声優
- 10月11日 - 倉沢桃子、歌手、元おはガール
- 10月11日 - 浅野崇史、バスケットボール選手
- 10月11日 - HIRO、音楽プロデューサー
- 10月11日 - 木口亜矢、タレント
- 10月12日 - コアラ小嵐、お笑い芸人（超新塾）
- 10月13日 - あらぽん、お笑い芸人（元ANZEN漫才）
- 10月13日 - 土本恭平、プロ野球選手
- 10月13日 - 成瀬善久、プロ野球選手
- 10月13日 - Fukase、ミュージシャン（SEKAI NO OWARI）
- 10月13日 - 益若つばさ、ファッションモデル
- 10月13日 - 茨城ヲデル、俳優
- 10月14日 - 鈴木あゆみ、バスケットボール選手
- 10月14日 - 前田美順、バドミントン選手
- 10月14日 - 廣瀬友祐、俳優
- 10月15日 - 川田将雅、騎手
- 10月15日 - 冨田真之介、俳優
- 10月16日 - 松井啓十郎、バスケットボール選手
- 10月17日 - 柳楽智和、サッカー選手
- 10月17日 - 大谷美貴、声優
- 10月18日 - 小峠篤司、プロレスラー
- 10月18日 - シバター、プロレスラー、YouTuber
- 10月18日 - 野水伊織、声優
- 10月18日 - 三嶋啓介、俳優
- 10月19日 - 羽田圭介、小説家
- 10月19日 - 山口絵里奈、グラビアアイドル
- 10月20日 - 橘佳奈、歌手（Dream）
- 10月21日 - 荻野貴司、プロ野球選手
- 10月21日 - 小口幸太、ゲイビデオ男優、プロボクサー
- 10月21日 - 新垣勇人、プロ野球選手
- 10月22日 - 住吉怜奈、女優
- 10月22日 - 高木心平、俳優
- 10月22日 - 高木万平、俳優
- 10月22日 - Nakajin、ギタリスト（SEKAI NO OWARI）
- 10月23日 - 浦野一美、元SDN48、AKB48
- 10月25日 - リアド偉武、ドラマー（[Alexandros]）
- 10月25日 - YVE、歌手（Z-1）
- 10月25日 - 川嶋義一、俳優
- 10月25日 - 高垣彩陽、声優
- 10月28日 - 須永英輝、プロ野球選手
- 10月28日 - 椿原慶子、フジテレビアナウンサー
- 10月28日 - 足助翔、サッカー選手
- 10月28日 - 海老原有希、陸上選手
- 10月28日 - 佐原礼香、体操選手
- 10月28日 - 椋本啓子、体操選手
- 10月29日 - 長谷川純、タレント
- 10月29日 - 桑原謙太朗、プロ野球選手
- 10月29日 - AZUMA、キックボクサー
- 10月29日 - 白滝まつり、元グラビアアイドル
- 10月30日 - 阿部博一、サッカー選手
- 10月30日 - 澤野ひとみ、モデル
- 10月31日 - 白濱裕太、プロ野球選手
- 10月31日 - 大木アスカ、プロレスラー
- 10月31日 - 佃咲江、自転車競技選手
- 10月31日 - 横山健一・横山伸一、ラグビー選手（双生児）

### 11月
- 11月3日 - 聖澤諒、プロ野球選手
- 11月4日 - 是永美記、音楽ガッタス
- 11月5日 - 田中聖、（元KAT-TUN）
- 11月5日 - 丹内祐次、騎手
- 11月5日 - 倉林和宏、陸上選手
- 11月6日 - 松本浩代、プロレスラー
- 11月6日 - 金ちゃん、お笑い芸人（鬼越トマホーク）
- 11月8日 - 田中秀人、サッカー選手
- 11月9日 - 大島洋平、プロ野球選手
- 11月9日 - 前川紘毅、歌手
- 11月9日 - 朋未、プラモドル
- 11月10日 - 岡部和久、プロレスラー
- 11月10日 - 濱田浩輔、漫画家
- 11月10日 - 細野剛史、柔道家
- 11月11日 - 菅和範、サッカー選手
- 11月11日 - 佐藤義朗、日本テレビアナウンサー
- 11月12日 - 黛弘人、騎手
- 11月14日 - 須藤謙太朗、お笑い芸人（大好物）
- 11月14日 - 江藤愛、TBSアナウンサー
- 11月15日 - 熊澤枝里子、ファッションモデル
- 11月15日 - 小林祐三、サッカー選手
- 11月16日 - 西山茉希、ファッションモデル
- 11月16日 - 千紗、歌手（GIRL NEXT DOOR）
- 11月16日 - 後藤ヒロキ、声優
- 11月18日 - 斉藤祥太、タレント
- 11月18日 - 斉藤慶太、タレント
- 11月18日 - 三宅宏実、重量挙げ選手
- 11月18日 - 伊藤幸司、お笑い芸人（ランジャタイ）
- 11月18日 - 南まりか、タレント
- 11月18日 - GENKING、タレント
- 11月18日 - 川村優希、医師、タレント
- 11月19日 - 藤井脩祐、空手道選手
- 11月19日 - 高田初美、声優
- 11月19日 - 星野みちる、歌手、元AKB48
- 11月19日 - 竹内あい、AV女優
- 11月20日 - 坂本真喜子、レスリング選手
- 11月20日 - 藤井宏海、プロ野球選手
- 11月21日 - 三好祐樹、競艇選手
- 11月22日 - 出羽鳳太一、大相撲力士
- 11月22日 - 藤田幸希、プロゴルファー
- 11月22日 - 小森純、モデル、タレント
- 11月22日 - 沖口誠、体操選手
- 11月23日 - 竹野明倫、バスケットボール選手
- 11月23日 - 矢部亮、ジャグラー
- 11月25日 - 太田雄貴、フェンシング選手
- 11月25日 - 川内将嗣、ボクシング選手
- 11月25日 - 佐藤悠己、プロレスラー
- 11月26日 - 小宮山慎二、プロ野球選手
- 11月26日 - シマシマ、お笑い芸人
- 11月29日 - 田口淳之介、元KAT-TUN
- 11月29日 - 佐藤弘祐、プロ野球選手
- 11月30日 - 満島ひかり、女優（元Folder5）
- 11月30日 - 宮崎あおい、女優
- 11月30日 - 古部健太、サッカー選手

### 12月
- 12月2日 - 熊谷宜之、バスケットボール選手
- 12月2日 - 坂田慎一郎、タレント
- 12月2日 - 高濱正朋、俳優
- 12月4日 - ギャル曽根、大食いタレント
- 12月5日 - 田中博康、騎手
- 12月5日 - 諏訪裕美、バスケットボール選手
- 12月5日 - 道端アンジェリカ、モデル
- 12月6日 - 筒井視穂子、バレーボール選手
- 12月8日 - 小杉陽太、プロ野球選手
- 12月8日 - 関根史織、ベーシスト（Base Ball Bear）
- 12月8日 - 内田真由 、AV女優
- 12月9日 - 海老瀬はな、女優
- 12月9日 - 内海崇、お笑い芸人（ミルクボーイ）
- 12月9日 - 松本さゆき、グラビアアイドル
- 12月9日 - クジラックス、漫画家
- 12月10日 - 榎本敏孝、プロ野球選手
- 12月10日 - 清水慶記、サッカー選手
- 12月10日 - 新田恵海、声優（μ's）
- 12月10日 - 吉田恵美可、陸上選手
- 12月11日 - 田中康平、サッカー選手
- 12月11日 - 嘉陽愛子、歌手
- 12月12日 - 貫地谷しほり、女優
- 12月13日 - 横峯さくら、プロゴルファー
- 12月13日 - 中山博貴、サッカー選手
- 12月13日 - 田岡咲香、フリーアナウンサー
- 12月14日 - 川股要佑、サッカー選手
- 12月14日 - 瀬川侑子、レーサー
- 12月14日 - 八神蓮、俳優
- 12月16日 - 橘慶太、歌手（w-inds.）
- 12月16日 - 菊地光将、サッカー選手
- 12月16日 - 永里源気、サッカー選手
- 12月16日 - 本間智恵、テレビ朝日アナウンサー
- 12月16日 - 向井慧、お笑い芸人（パンサー）
- 12月17日 - 緒方龍一、歌手（w-inds.）
- 12月17日 - 勝又慶典、サッカー選手
- 12月18日 - 杉山直也、バスケットボール選手
- 12月19日 - FISHBOY、ストリートダンサー、振付師
- 12月19日 - 李忠成、サッカー選手
- 12月20日 - 桔花、モデル
- 12月20日 - 鈴木智幸、サッカー選手
- 12月21日 - 柳浩太郎、俳優
- 12月22日 - 岡﨑隼人、小説家
- 12月22日 - 池田勇太、プロゴルファー
- 12月23日 - 辻尾真二、サッカー選手
- 12月24日 - 片岡大晴、バスケットボール選手
- 12月24日 - 南野タケシ、プロレスラー
- 12月25日 - 鈴江彬、プロ野球選手
- 12月25日 - 枡田絵理奈、フリーアナウンサー
- 12月25日 - 笠井健太、サッカー選手
- 12月25日 - 粕谷雄太、声優
- 12月26日 - 城田優、俳優
- 12月26日 - 麻生周一、漫画家
- 12月26日 - ゴンゾー、ピン芸人
- 12月27日 - 伊東大貴、スキージャンプ選手
- 12月27日 - 坂井良多、お笑い芸人（鬼越トマホーク）
- 12月27日 - 川人千慧、作曲家
- 12月27日 - 結城リナ、（美女木ジャンクション）
- 12月28日 - 江波戸ミロ、女優
- 12月28日 - 関口訓充、サッカー選手
- 12月28日 - 山本慎吾、陸上競技選手
- 12月29日 - 佐伯奈々 、AV女優
- 12月30日 - 小島太一、騎手
- 12月30日 - KenKen、ベーシスト（RIZE）
- 12月31日 - 田村祐基、サッカー選手
- 12月31日 - 松本香苗、歌手
- 12月31日 - 島野亜希子、グラビアアイドル

### 月日不明
- 田中康平、古生物学者

### 人物以外
- 3月27日 - オグリキャップ、

競走馬（+ 2010年）
- 4月11日 - ヤエノムテキ、

競走馬 (+ 2014年)
- 5月27日 - スーパークリーク、

競走馬 (+ 2010年)
- 5月14日 - バンブーメモリー、

競走馬 (+ 2014年)
- 3月28日 - メジロアルダン、

競走馬 (+ 2002年)
- 2月19日 - サクラチヨノオー、

競走馬 (+ 2012年)